# A Fiumei úti sírkert falsírboltjai
A Fiumei úti sírkert falsírboltjai teljes egészében műemléki védelem alatt álló, nagy kiterjedésű síremlékegyüttes a budapesti Fiumei úti sírkertben.

## Történetük

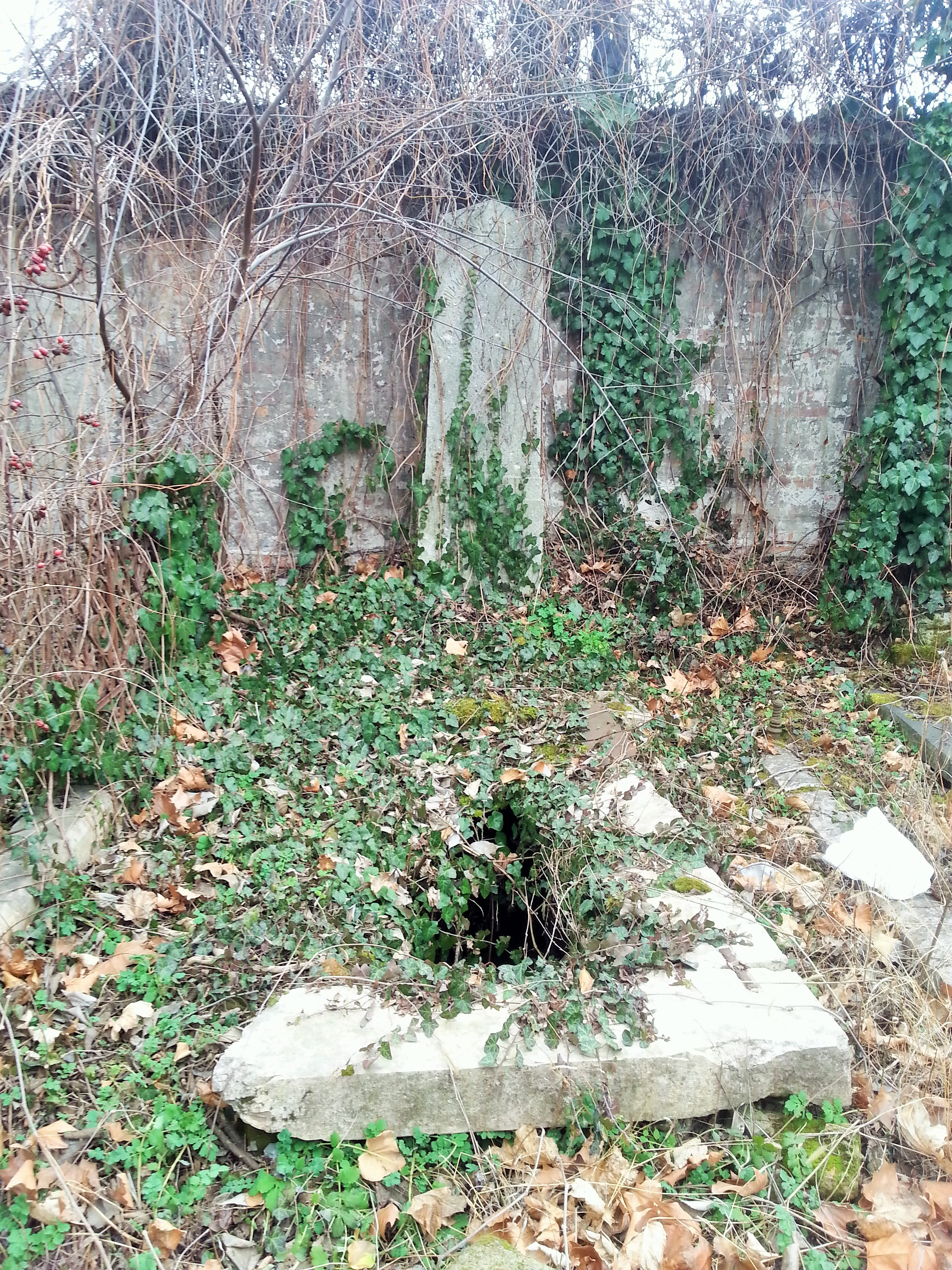
A Goebel-család beszakadt sírja (J425)

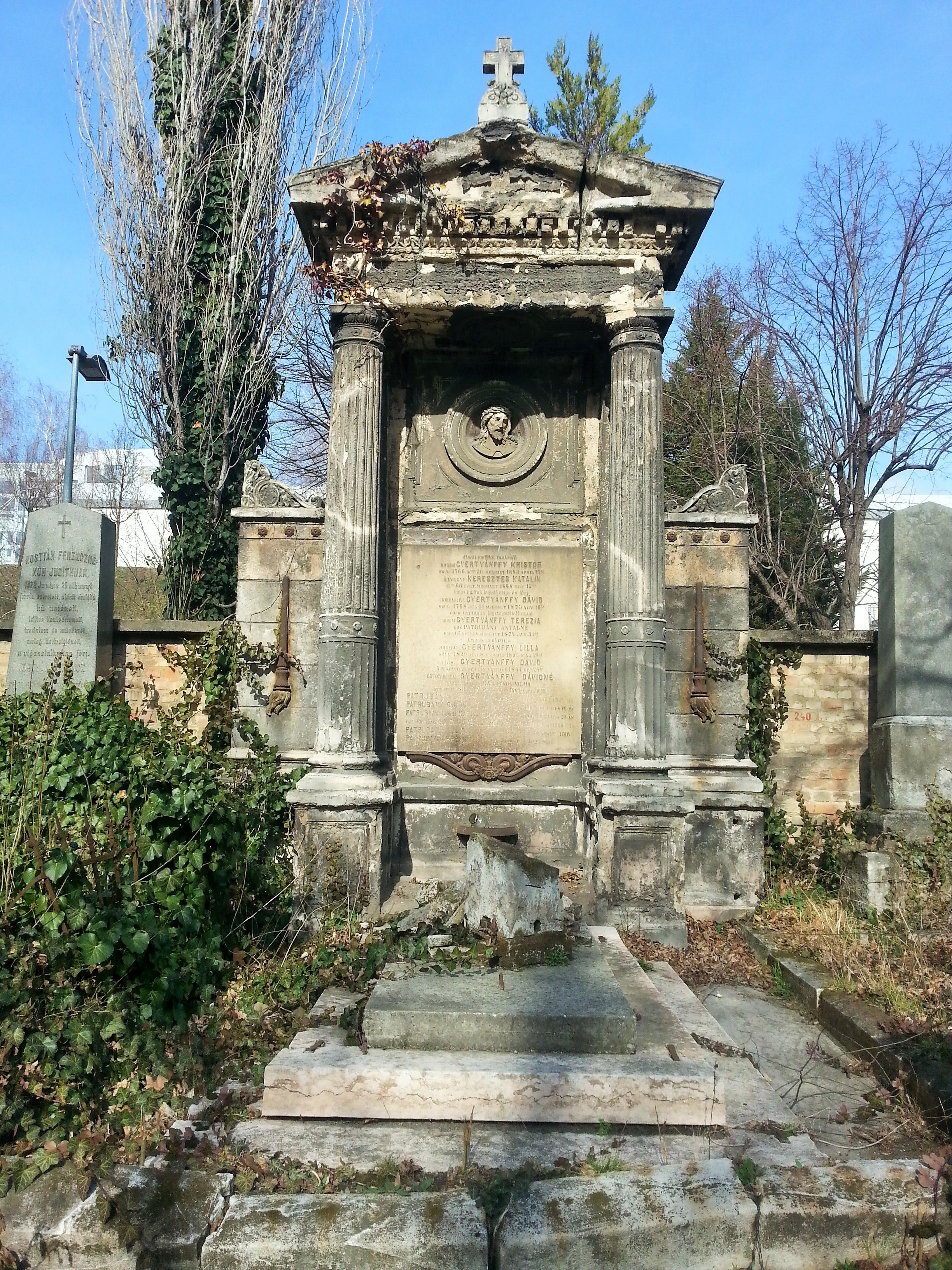
A Gyertyánffy-család nagy mértékben pusztulásnak indult síremléke (B239)

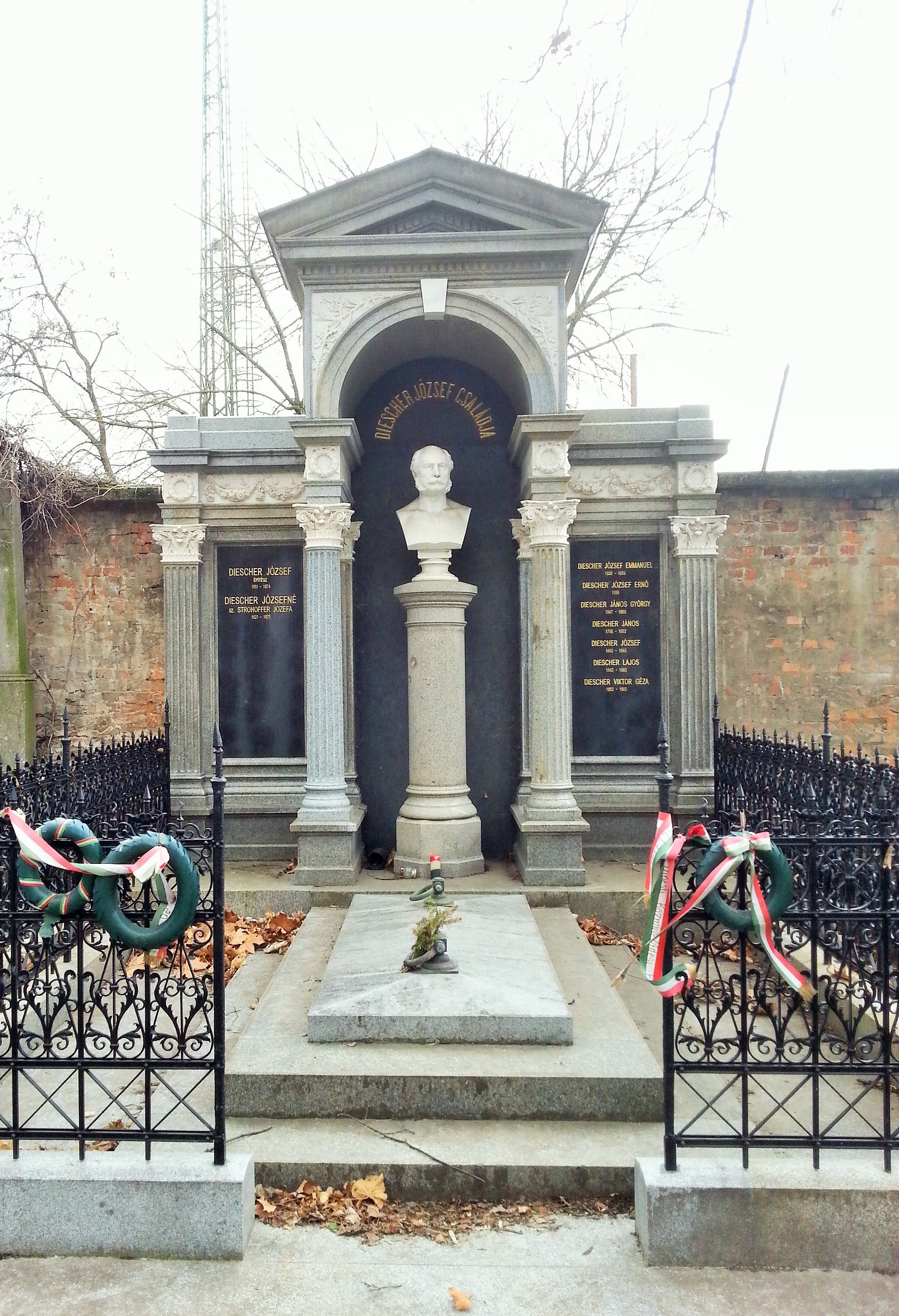
A Diescher-család felújított síremléke (J416)

A Fiumei úti sírkert 1849-ben létesült, és falainál kezdettől fogva a jelentősebb pesti családok kívántak temetkezni. Ebből a célból először egy hosszú, téglával falazott, boltozatos folyosót alakítottak ki a temető négy fala mentén, majd ezt az egyes családok kérésének megfelelően számos kriptára osztották fel. A főkapu két oldalán (nyugati oldal egy része), illetve az északi fal mentén magasabb terasz fedi le a sírboltokat, míg a temető más részein a sírboltok teteje a földfelszínnel esik egybe.
A síremlékek állításakor a megrendelők általában odafigyeltek a művészi szempontokra is, ezért számos síremlék napjainkig őrzi a készítők esztétikai igényességét. A sírkövek nagy részét 19. századi kőfaragó családok (Gerenday, Kauser) készítették, de több síremlék korábbi, lezárt temetőkből került ide, illetve néhány csak a 20. században készült el.
2013 óta a teljes temető műemléki védelem alatt áll, beleértve a falsírboltokat is. Az általánosságokon túl a 2. melléklet a 42/2013. (VIII. 9.) BM rendelethez ezen felül külön is nevesít számos falsíremléket.
A sírok közül napjainkig (2022) viszonylag kevés lett felújítva. Ezzel szemben sok kifejezetten rossz állapotban van, a növényzet kezdi birtokba venni a helyüket. Néhol a sírkő besüllyedt a földbe, több helyen be is szakadt. A kőkeresztek gyakran ledőlt állapotban találhatók (vagy már úgy se), a felépítmények pedig életveszélyesek. Számos esetben a szobrok és/vagy a sírokat elválasztó rács töredékes, ledőlt, vagy már csak apróbb részletek találhatóak meg belőle.

## A síremlékek száma

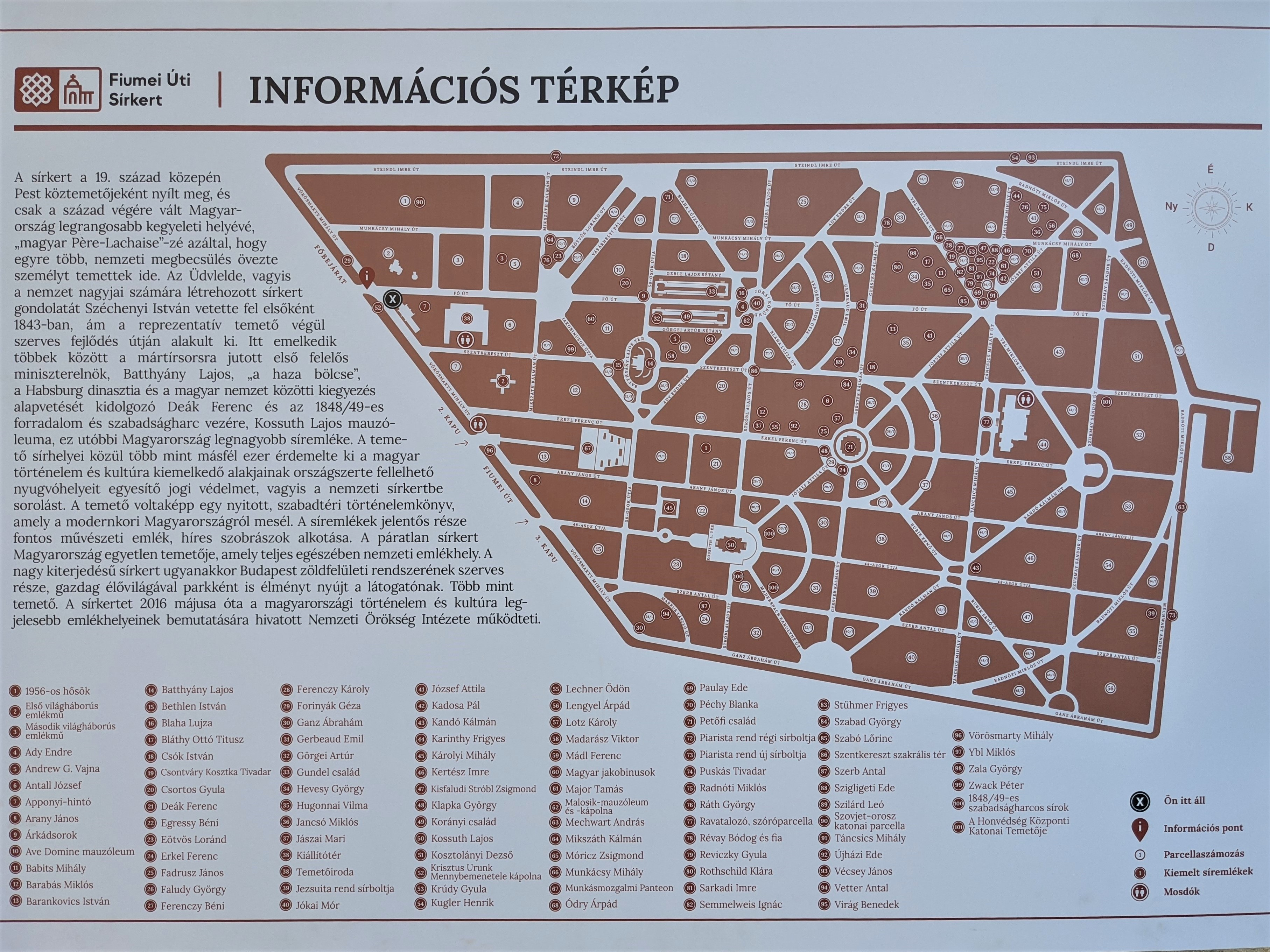
A temető mai térképe

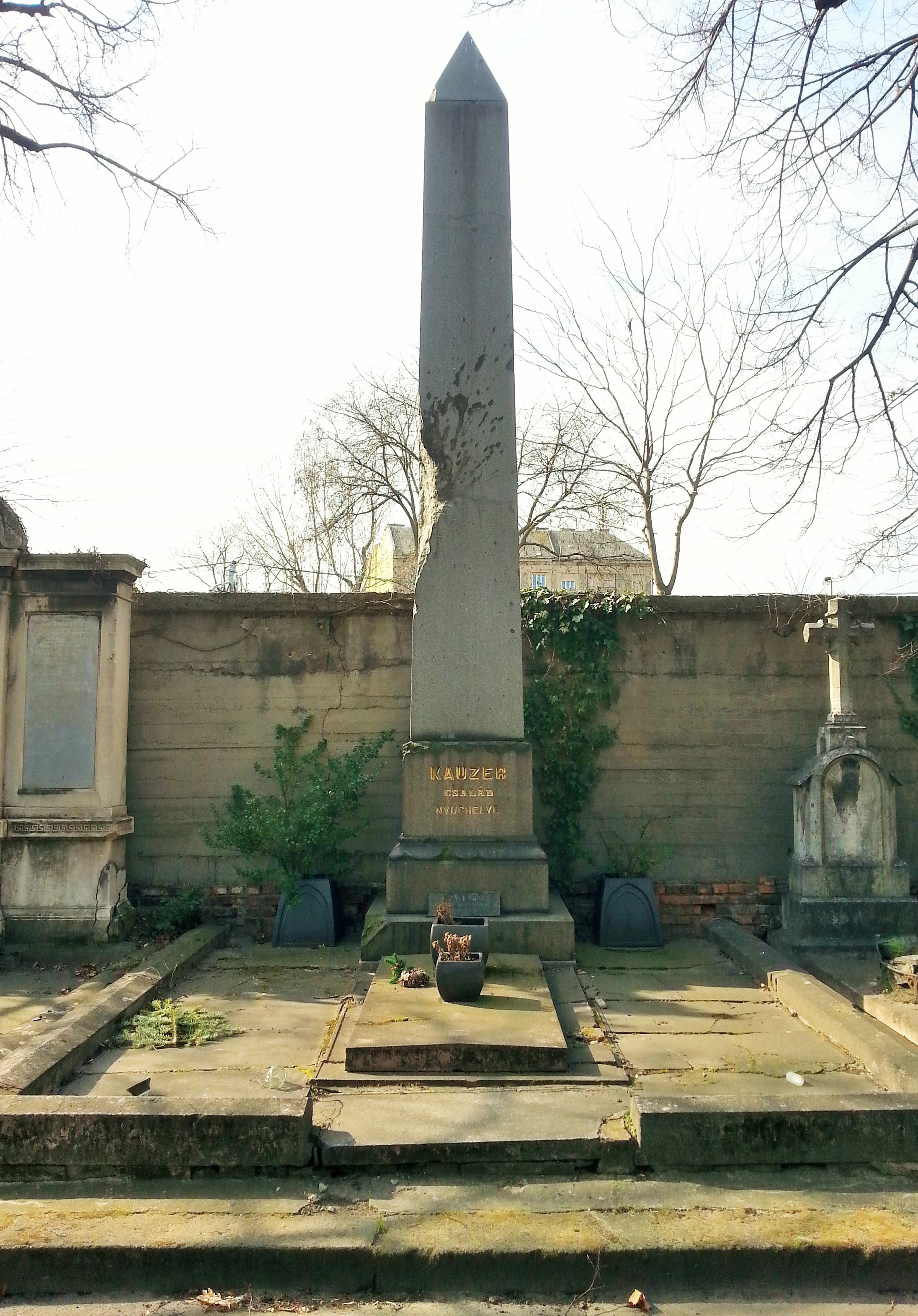
A Kauzer-család obeliszkje, amelynek mérete jelentősen meghaladja a többi obeliszkét (J103). Az obeliszken második világháborús lövésnyomok látszanak.

A síremlékeket hagyományos – a főkapuhoz képest – „jobb”, illetve „bal” oldali számozásban tartják nyilván. A temető túlsó (keleti) oldalán a két számozás a Cisztercita szerzetesrend sírboltjánál találkozik. Eredetileg 599 bal oldali, és 572 jobb oldali,  azaz összesen 1171 síremlék létezett. Ezekből azonban az idők során sokat elbontottak. Nem található meg a főkapu melletti épületek 1987-es kialakítása miatt a B1-2 és J1-2, illetve a mellékkapuk kialakítása miatt a B559-561, a J512-514, és a J56-67. Emellett a temető északkeleti sarkát az 1950-es években a Taurus Gumiipari Vállalat kapta meg, és ennek során elbontásra kerültek a B386-B554 sírok. Ezen sírok csontjait a temető belső parcelláiba, az Új köztemetőbe, illetve a Farkasréti temetőbe szállították át. A gyár által felhúzott új téglakerítésnél később nem alakítottak ki falsírboltokat.
„A bal oldali fal mellett végül minden tiltakozás ellenére felszámoltak majdnem kétszáz sírboltot, legtöbbjüket 1953-ban. Számos, az 1870-es évektől az 1920-as évekig eltelt időben meghalt neves személyt exhumáltak innen, és bár annak idején a családok valamennyi sírt száz évre, illetve a temető fennállásáig megváltották, legnagyobb részük a Rákoskeresztúri temető 16. vagy 28. számú parcellájába került. Köztük volt az 1893-ban épült Saxlehner-mauzóleum (Czigler Győző és Szécsi Antal alkotása), a Kéler-Bielek sírbolt (Schulek János 1907-ben elkészült híres műve) és két Stróbl Alajos készítette síremlék is (báró Kochmeister Frigyesé, illetve Pekár Imréé). Ezeken kívül egykor itt állt például Pisztóry Mór közgazdász, Horváth Pál 1848-as alezredes, Gohl Ödön numizmatikus, Pauler Gyula történész, Pauler Ákos filozófus, Feszty Adolf építész, Aggházy Gyula festőművész vagy Tomori Anasztáz mérnök sírja. Néhány síremlék a Farkasréti temetőbe került (például Lipthay Sándor műegyetemi rektoré), vagy a Kerepesi úti temetőn belül kapott új helyet: innen került a 34/1. számú parcellába Fodor József, a 19/1. számúba pedig Fésüs György és Berczik Árpád sírja. Ligeti Antal, Királyi Pál József és Morelli Gusztáv koporsója is a Kerepesi úti temetőben kapott új sírhelyet, de eredeti síremlékük nélkül (Ligeti sírján egykor Donáth Gyula egy műve állt). A százhetven falsírbolt, valamint a 49. és az 50. parcella egy részének felszámolásával mintegy levágták a temető északkeleti sarkát, és ide egy új falat építettek. A kisajátított területen a Gumigyár egy új egysége épült fel. A temető ekkor kapta meg mai alaprajzát, és területe így csökkent le mai nagyságára (ez majd csak az 1990-es években módosult újra, a falakon kívüli új parcella, a „Funária” megnyitásával). – A felszámolt falsírboltok egyikéből emelték ki az 1950-es években a magyar jakobinus mozgalom hét kivégzett vezetőjének hamvait is. A koporsókat még 1914-ben találta meg Budán, a Városmajorban - az egykori Vízivárosi katonai temető falain kívül - Bartucz Lajos antropológus (Gárdonyi Albert levéltári kutatásai nyomán). A hét koporsó a Fővárosi Levéltárba került, majd 1926-ban a Kerepesi úti temető egy, már nem használt falsírboltjába. Ennek helyét Károsy Pál 1938-ban pontosan megadta, tehát nem igaz, hogy jakobinusok hamvainak hollétét véletlenül fedezték volna fel a falsírboltok említett szakaszának kiürítése során. Már 1946-ban felmerült, hogy Budán kellene méltó módon eltemetni őket, egy konkrét terv szerint a Szilágyi Erzsébet fasor és a Kútvölgyi út találkozásánál. Ez nem valósult meg, bár később a Vérmezőn kaptak egy közös, szarkofág alakú, kenotáfiumnak is felfogható emlékművet. A hamvakat 1958-ban helyezték el mai nyugvóhelyükön, a 11/1. parcellában, ahol 1960 májusában avatták fel a hét jakobinus közös síremlékét.”
Napjainkban tehát összesen a már nem létező sírhelyek számát (180) levonva 991-et kapunk az álló síremlékek számára nézve.

## Díszítés
A síremlékek jelentős része díszes formában készült. Jellemző síremlékek:
- sztélék
- kőkeresztek
- obeliszkek
- mauzóleumok (ld. lentebbi részt)

Ezen kívül művészi igényességet és nagy változatosságot mutatnak a sírokat egymástól elválasztó vaskerítések, koszorú- és virágtartók, illetve a több sírt kihangsúlyozó szobrok. A legmagasabb síremlék (a mauzóleumok leszámításával) valószínűleg a Kauzer-család „óriás” obeliszkje.

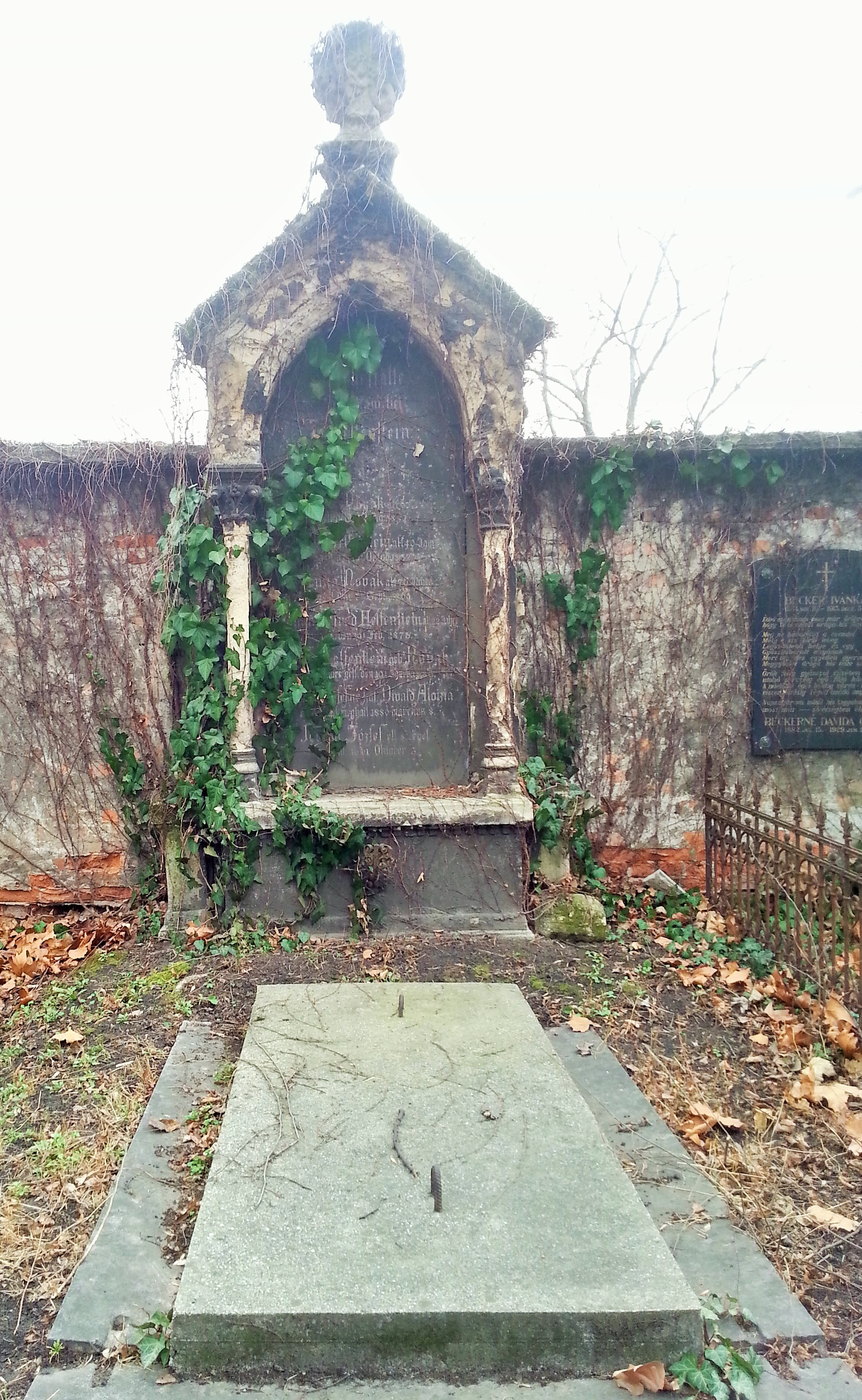
Sztélé, Helsenstein-család (J391)
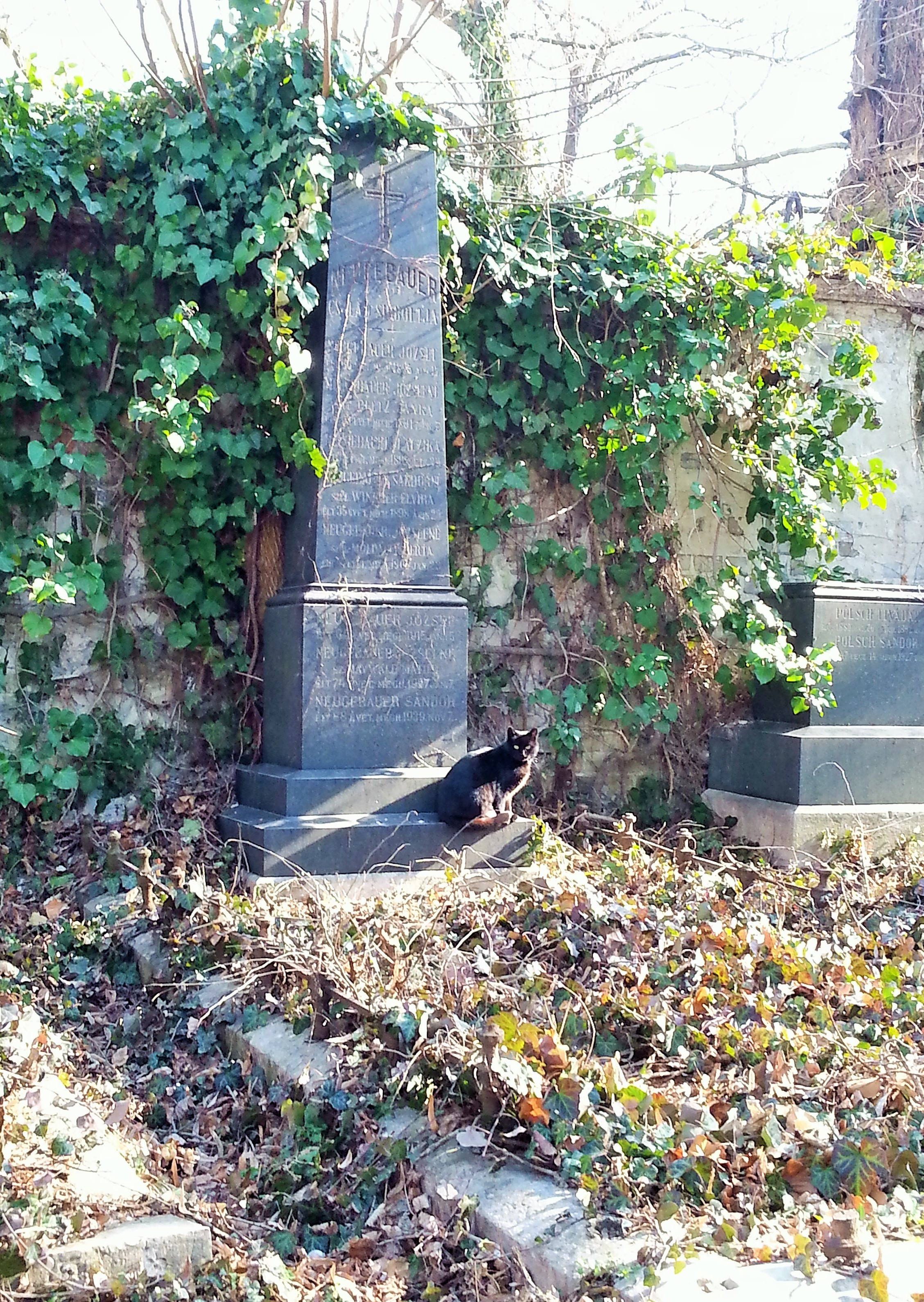
Obeliszk, Neugebaer-család (J508)
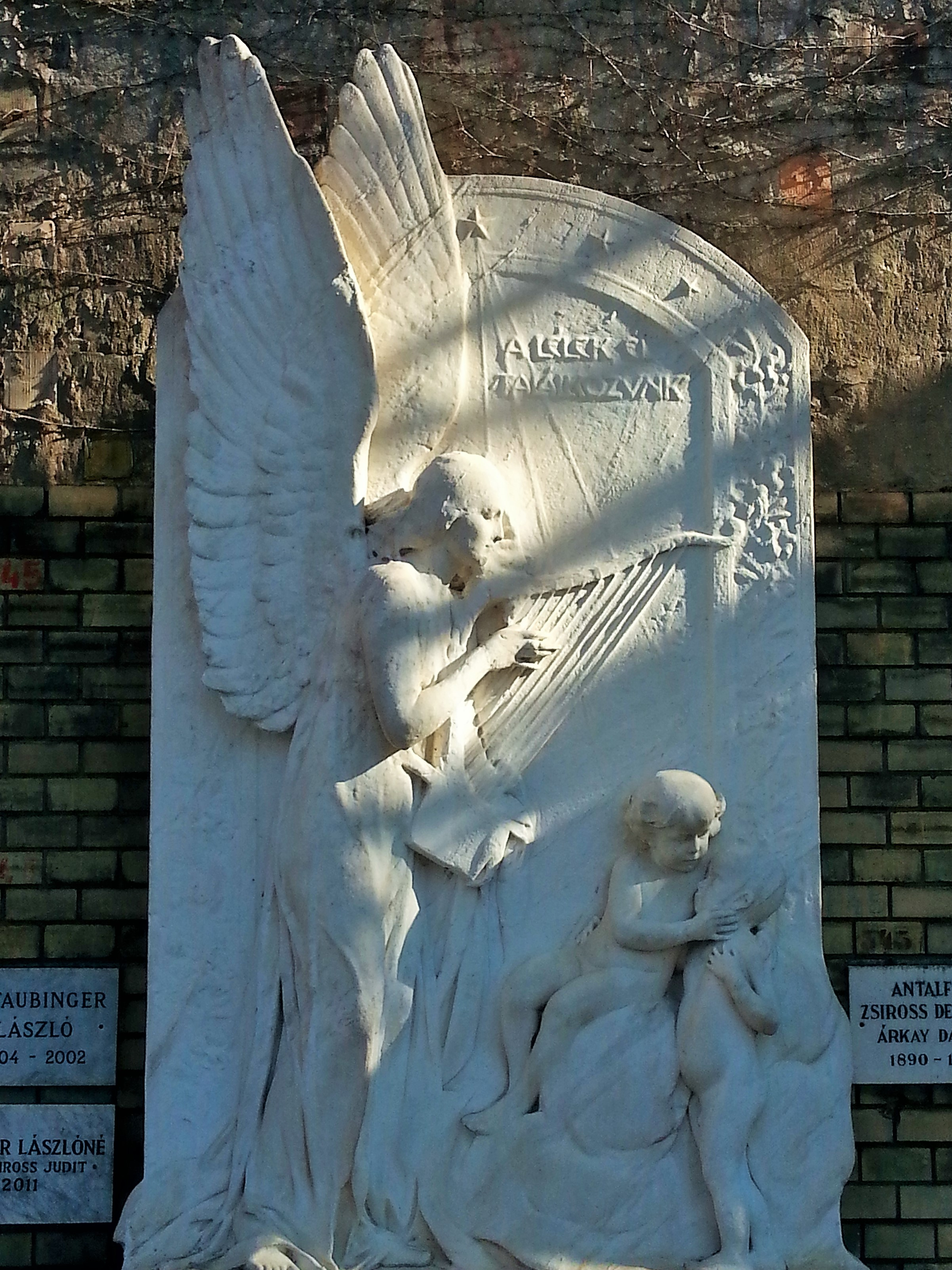
Felújított dombormű, Árkay-család (J545)
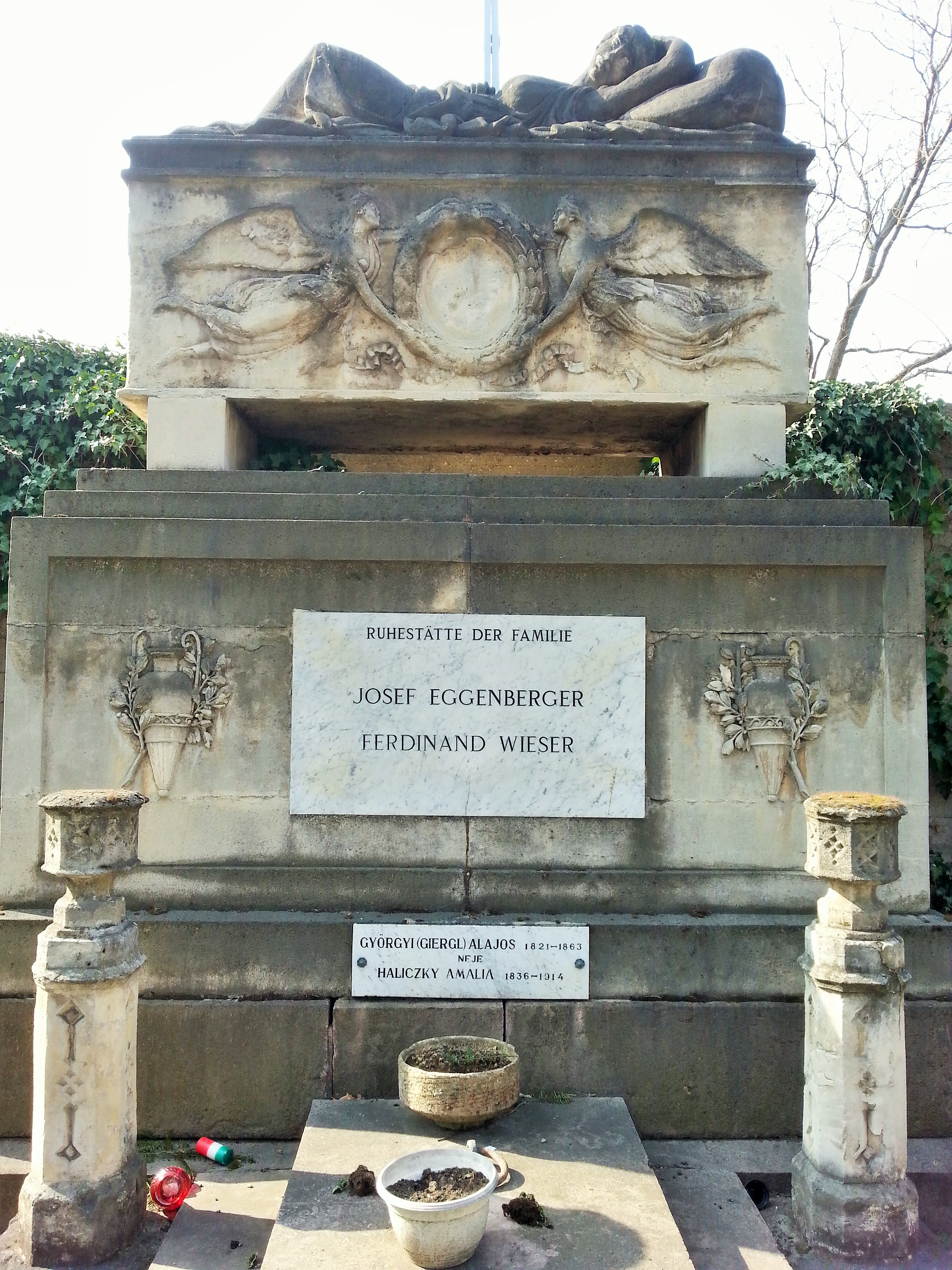
Falsírbolt szarkofágdísszel, Eggenberger-Wieser-család (J98)
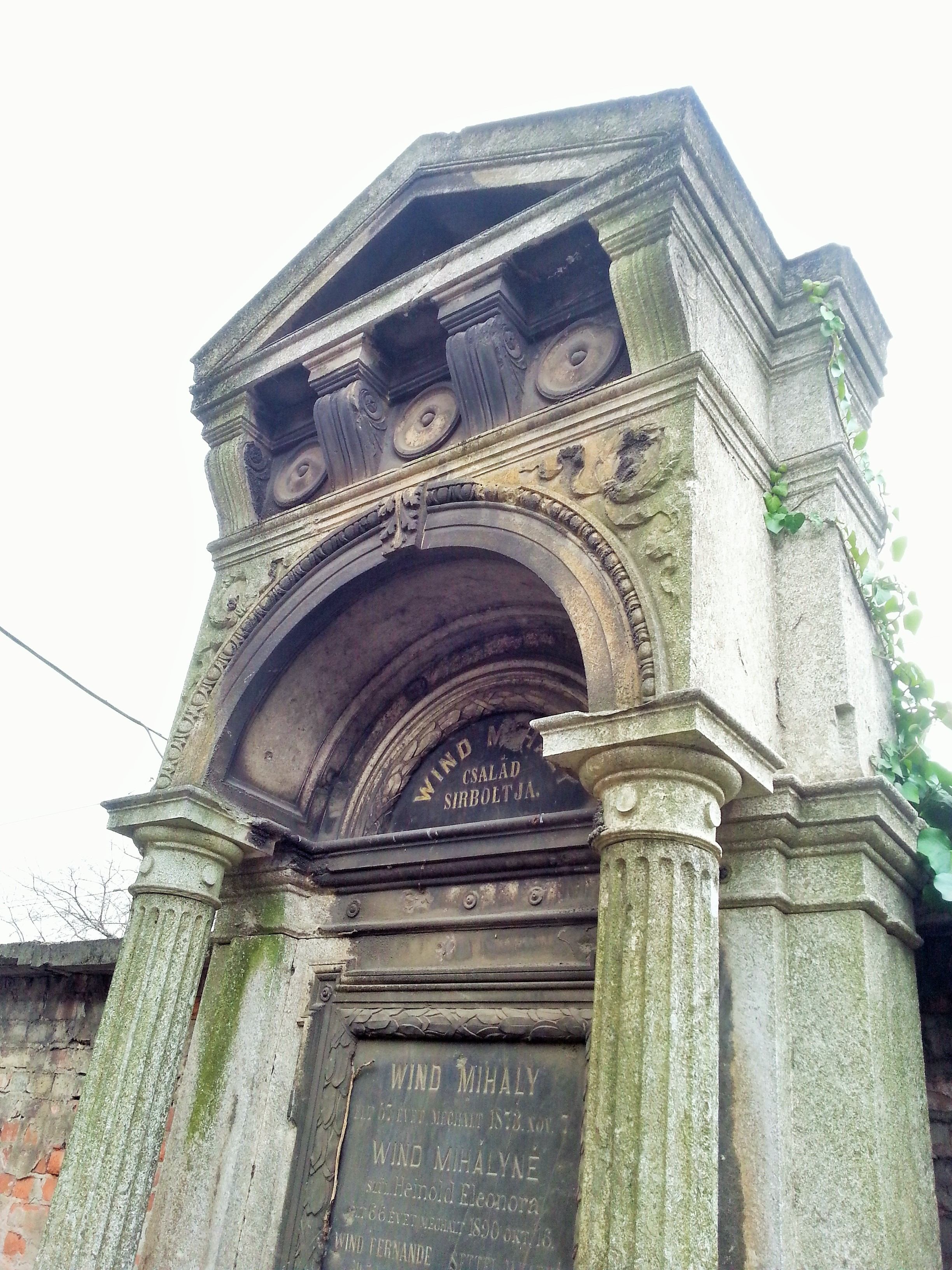
Sírfelsőrész, Wind-család (J382)
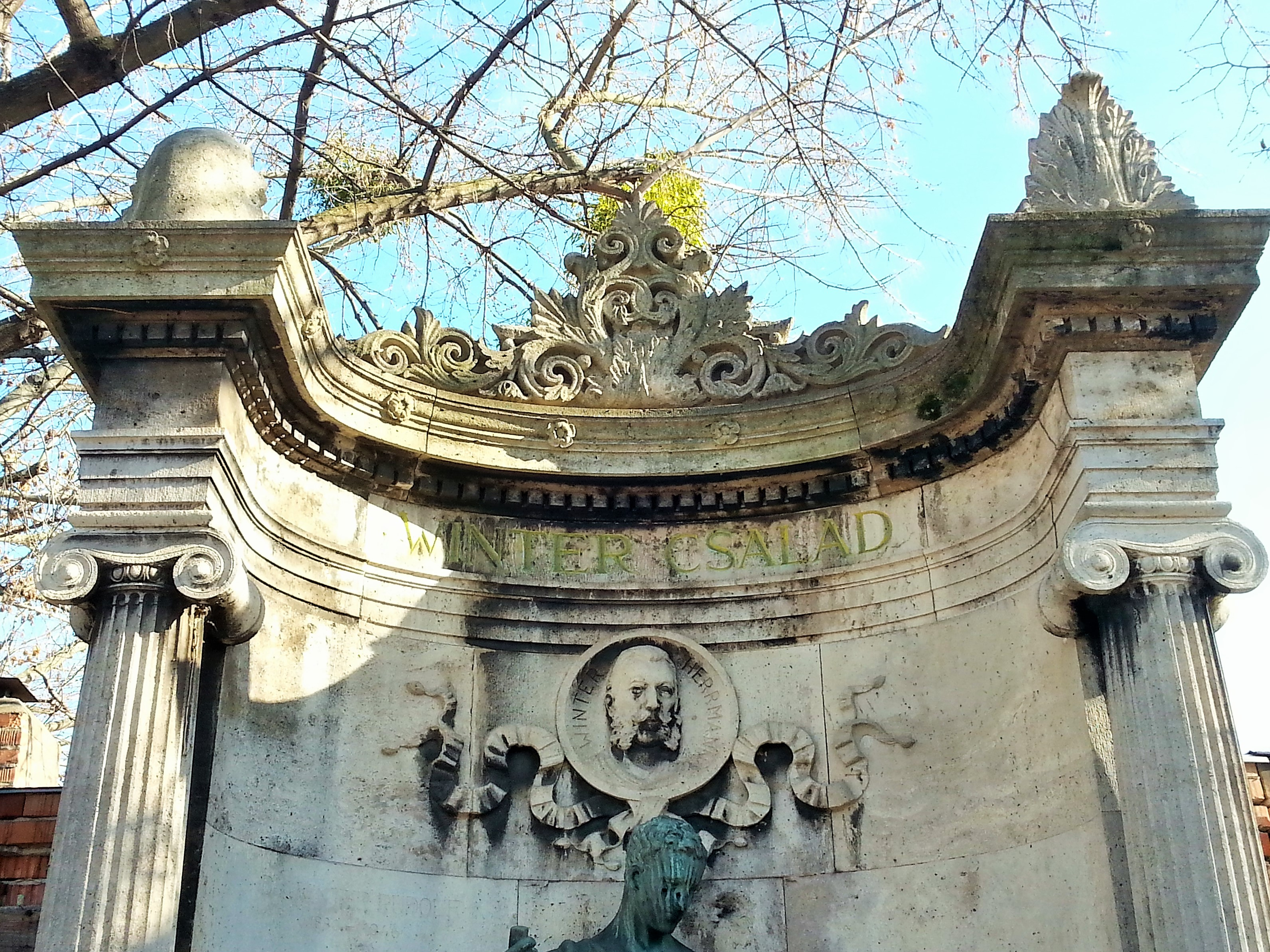
Sírfelsőrész, Winter-család (J571)
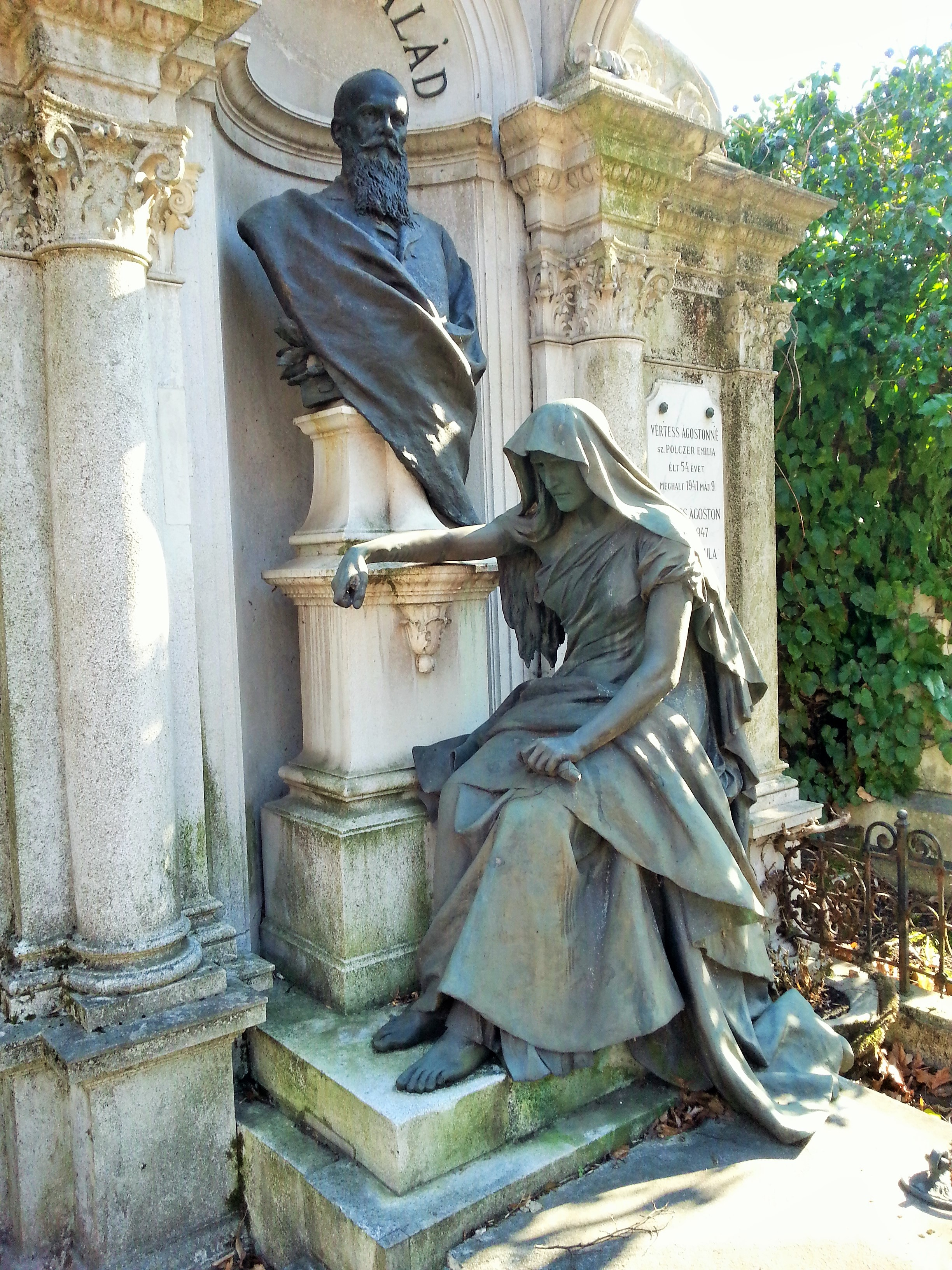
Szobordísz, Vögerl-család (J518)
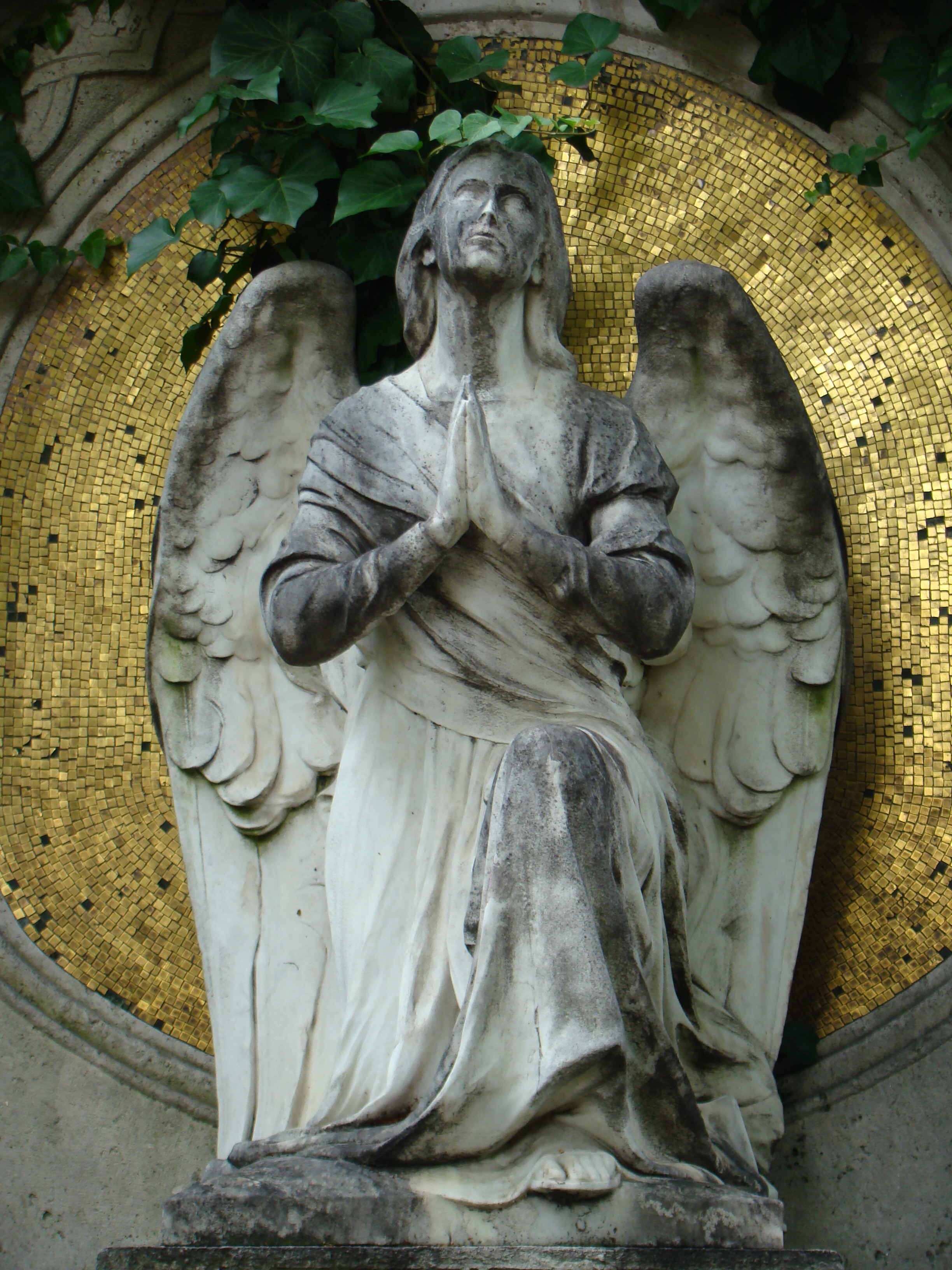
Angyalszobor arany mozaikos háttérrel, Hegedűs-család (J103)
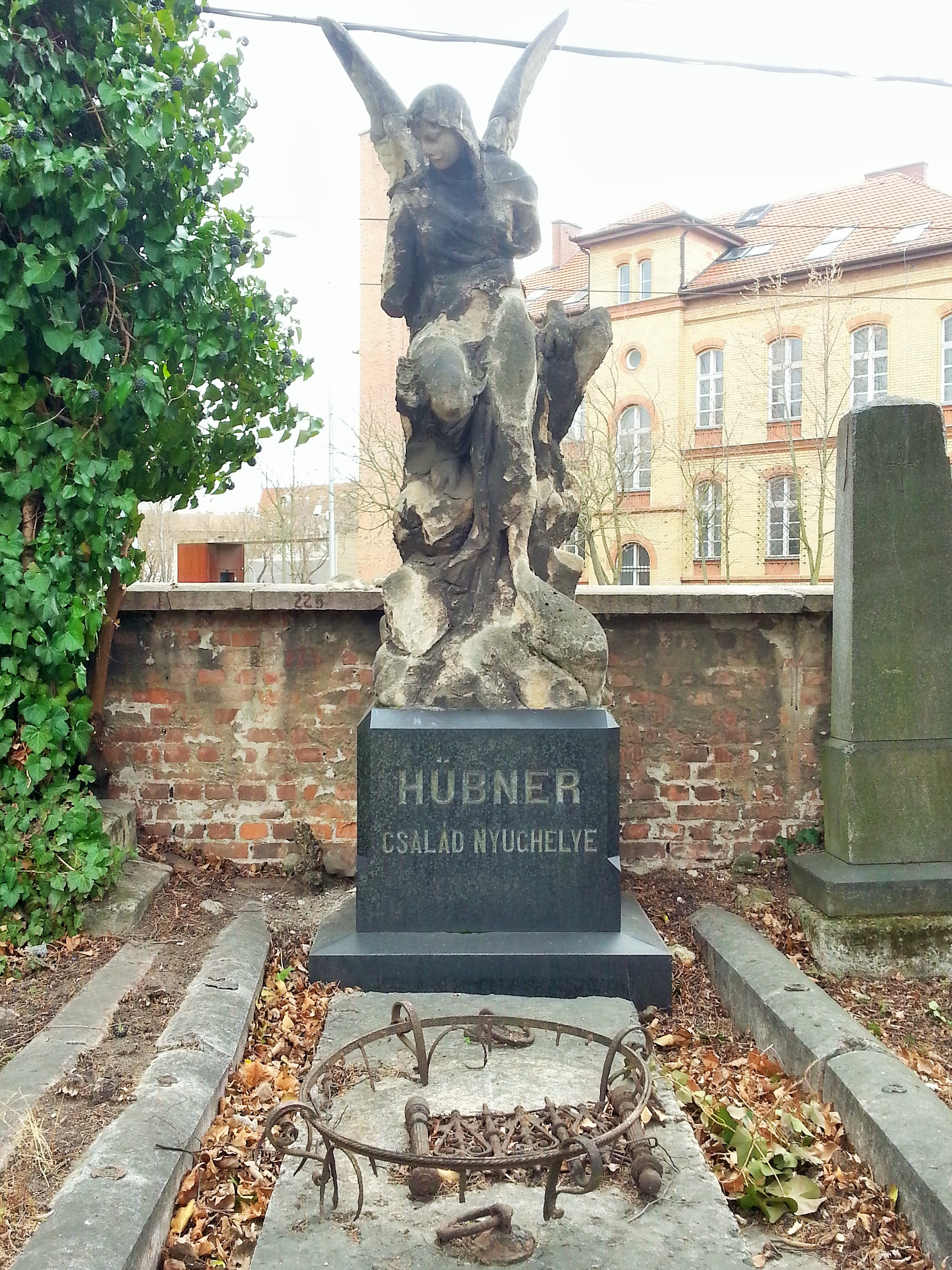
Angyalszobor, Hübner-család (J225)
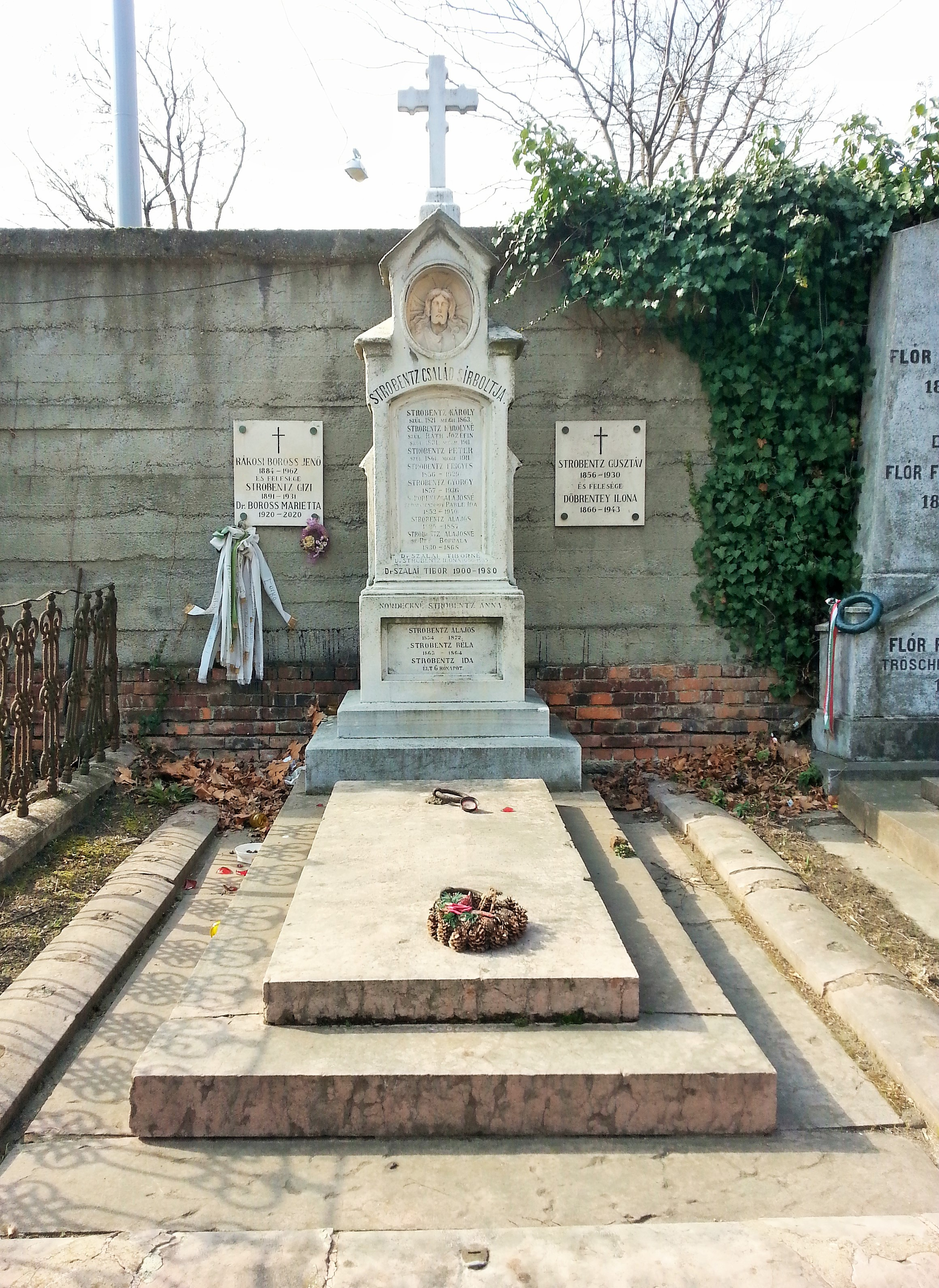
Kőkereszt, Strobentz-család (J117)
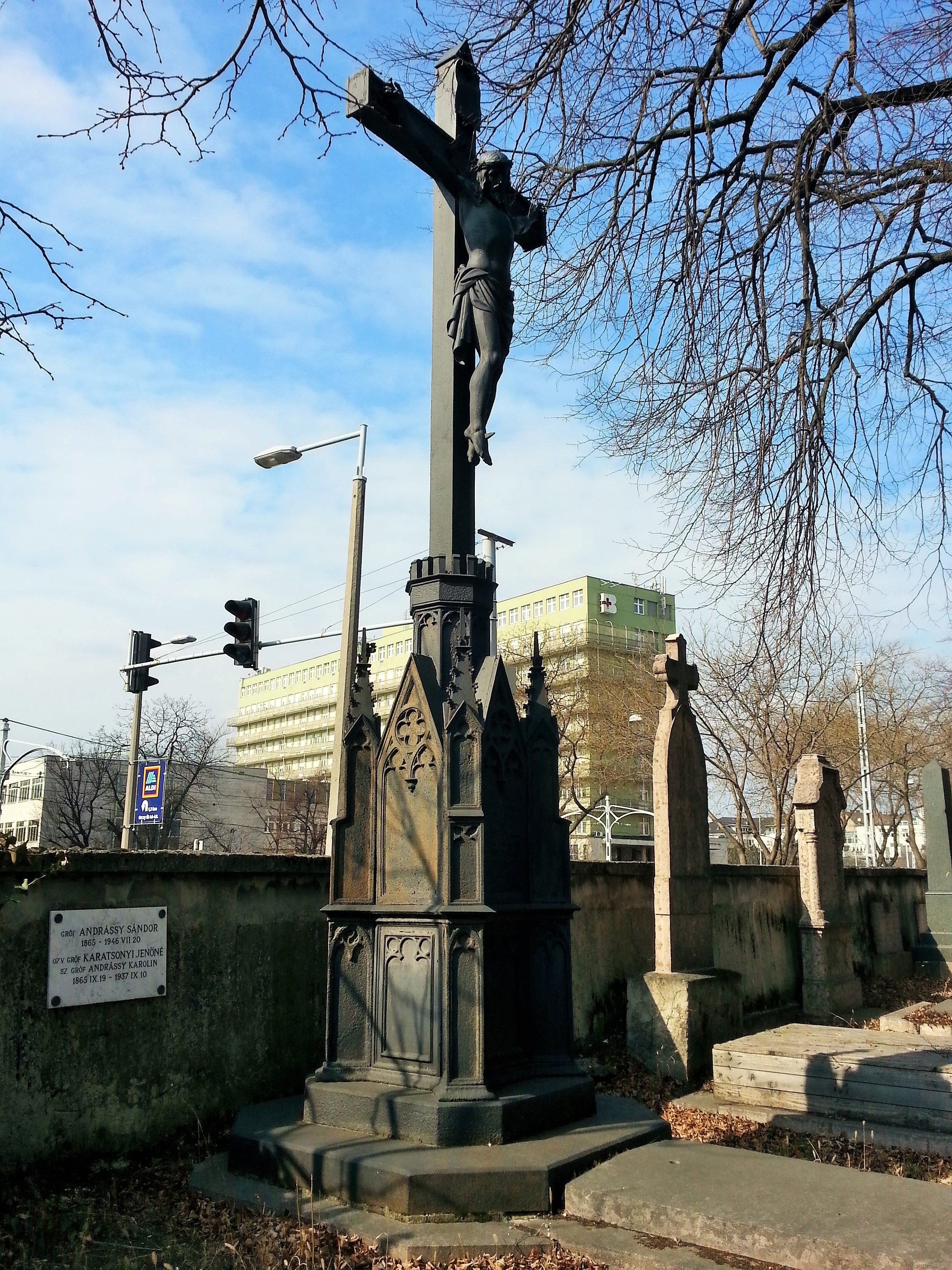
Vaskereszt, Andrássy-család (B129)
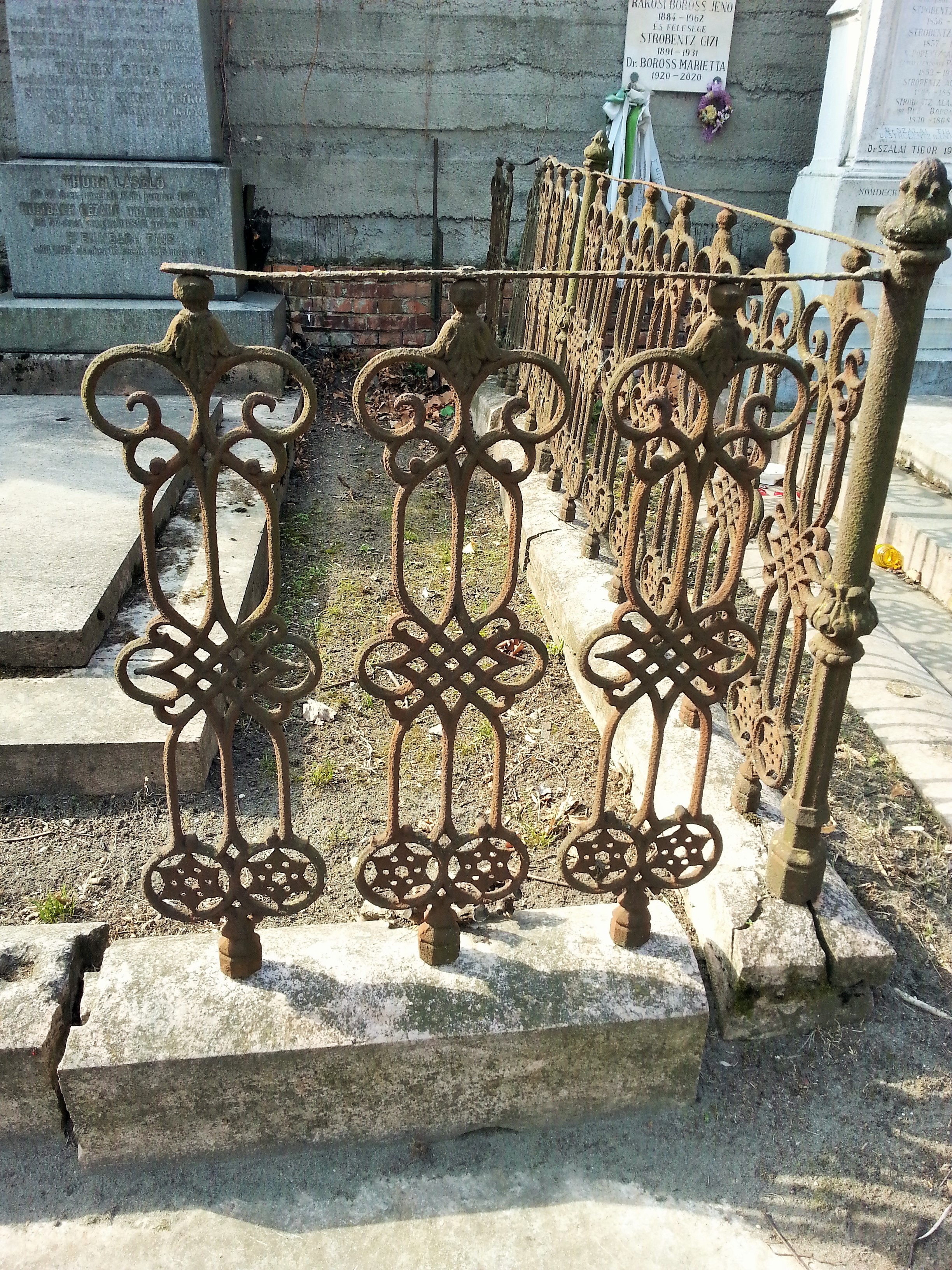
Sírkerítés-részlet, Thurn-család (J118)

## A jelenlegi számozás

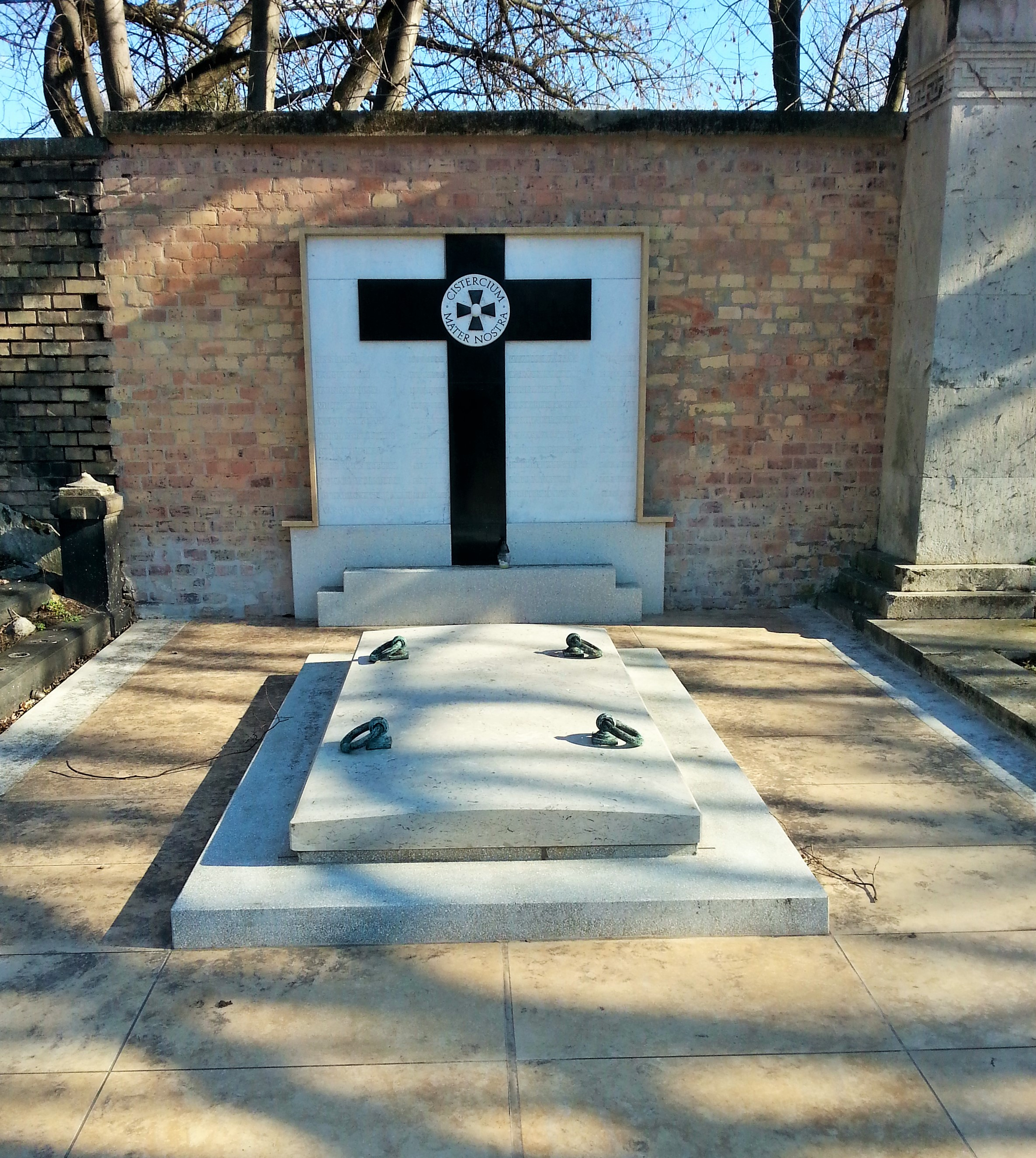
A Cisztercita szerzetesrend sírboltja (B599): itt találkozik a két (elméleti oldal) számozása

- nyugati fal, főkaputól balra: B3-B51
  - északnyugati sarok: B52 (Sebastiani-mauzóleum)
- nyugati fal, főkaputól jobbra: J3-J190
  - délnyugati sarok: J191-193 (Ganz-mauzóleum)
- északi fal: B53-B385
- déli fal: J194-J448
  - délkeleti sarok: J449-J454 (Thalmayer-mauzóleum)
- keleti fal, északi rész: B555-599
- keleti fal, déli rész: J455-572

Az összes falsíremlék nevét és pontos helyét, illetve ha ismert, készítője nevét tartalmazza a „Nemzeti nagylétünk nagy temetője” – A Fiumei úti sírkert és a Salgótarjáni utcai zsidó temető adattára című könyv (Nemzeti Örökség Intézete, Budapest, 2018).

## Nevezetes síremlékek

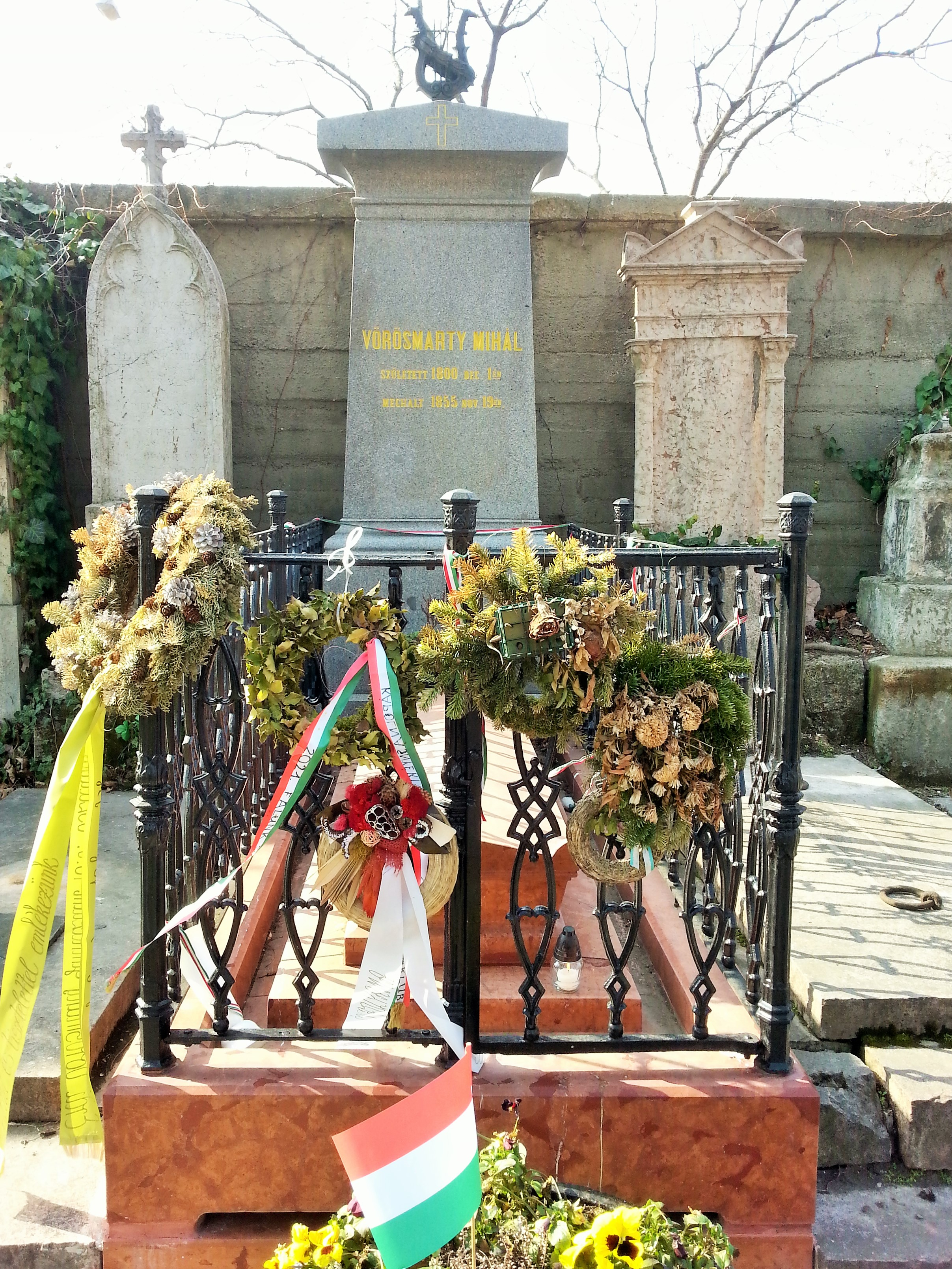
Vörösmarty Mihály sírja

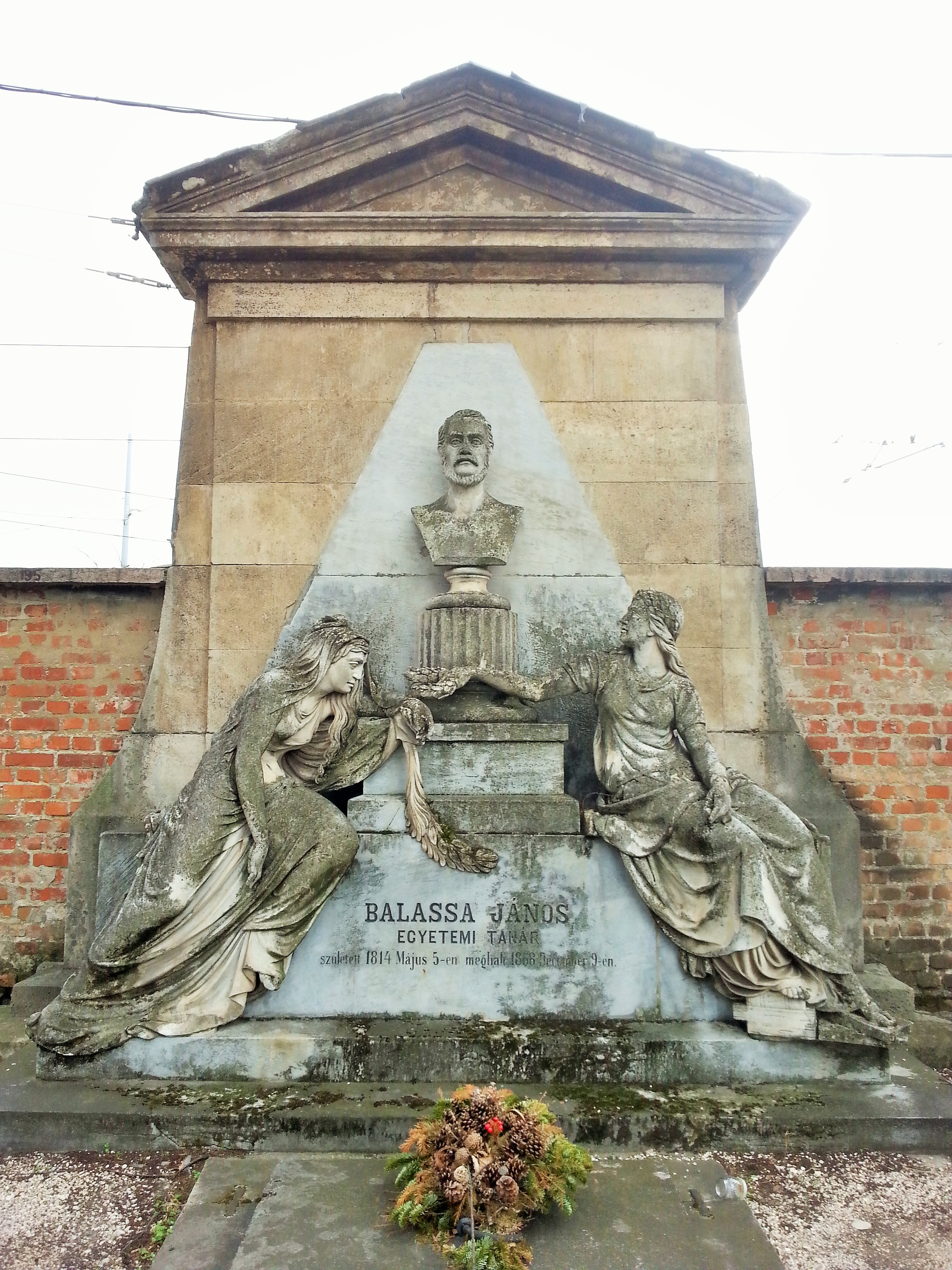
Balassa János sírja

A falsírboltokban számos nevezetes személy nyugszik, többek közt:
- bal oldal:
  - Hunfalvy Pál (1810–1891) – nyelvész (B36)
  - Gozsdu Manó (1802–1870) – jogász (B136, a családi mauzóleumban)
  - Steindl Imre (1839–1902) – építész (B221)
  - Toldy Ferenc (1805–1875) – irodalomtörténész (B266)
  - Horváth Mihály (1809–1878) – történész (B286)
  - Haggenmacher Henrik (1827–1917) – gyáros (B312)
  - Csajághy Laura (1825–1882) – Vörösmarty Mihály felesége (B316)[9]
  - Almásy Pál (1818–1882) – politikus (B332)
  - Légrády Károly (1834–1903) – könyvkiadó (B380)
  - Margó Tivadar (1816–1896) – orvos (B582)
  - Gyulai Pál (1826–1909) – költő, irodalomtörténész (B558)

- jobb oldal:
  - Fejérváry Gábor (1780–1851) – régész (J30)
  - Pulszky Ferenc (1814–1897) – régész, múzeumigazgató (J30)
  - Vörösmarty Mihály (1800–1855) – költő (J82)
  - Szalay László (1813–1864) – történész (J134)
  - Emich Gusztáv (1814–1869) – könyvkiadó (J156)
  - Ganz Ábrahám (1814–1867) – gyáros (J191-193, a családi mauzóleumban)
  - Balassa János (1814–1868) – orvos (J194-195)
  - Fogarasi János (1801–1878) – nyelvész (J216)
  - Házmán Ferenc (1810–1894) – politikus (J228)
  - Pákh Albert (1823–1867) – ügyvéd, újságíró (J239)
  - Perényi Zsigmond (1783–1849) – főispán (J325)
  - Bókai János (1822–1884) – orvos (J490)
  - Mechwart András (1834–1907) – gépészmérnök (J560)

A falak mentén több szerzetesrend sírboltja van:
- piaristák 1. sírboltja (B155)
- piaristák 2. sírboltja (J511)
- szerviták sírboltja (B231)
- ferencesek sírboltja (B176)
- ciszterciták sírboltja (B559)

## Mauzóleumok
A temető négy sarkán a 19. században négy nagy mauzóleum épült, amelyből mára csak három létezik: 
- az északnyugati sarkon áll a Sebastiani-mauzóleum (B52)
- a délnyugati sarkon áll a Ganz-mauzóleum (J191-193)
- az északkeleti sarkon állt a Saxlehner-mauzóleum – a második világháború idején elpusztult, a sírt is később a Gumigyár miatt elbontották (B440-443)
- a délkeleti sarkon áll a Thalmayer-mauzóleum (J449-454)

A falak mentén más, kisebb mauzóleumok is épültek az idők során, ezek a következők:
- Lyka-mauzóleum – északi fal mentén (B121-122)
- Gozsdu-mauzóleum – északi fal mentén (B136)
- Schlick-mauzóleum – északi fal mentén, a 2000-es években összeomlott[10] (B158)
- Vécsey-mauzóleum – északi fal mentén
- Rupp-mauzóleum – nyugati fal mentén
- Eisele–Jálics mauzóleum – déli fal mentén

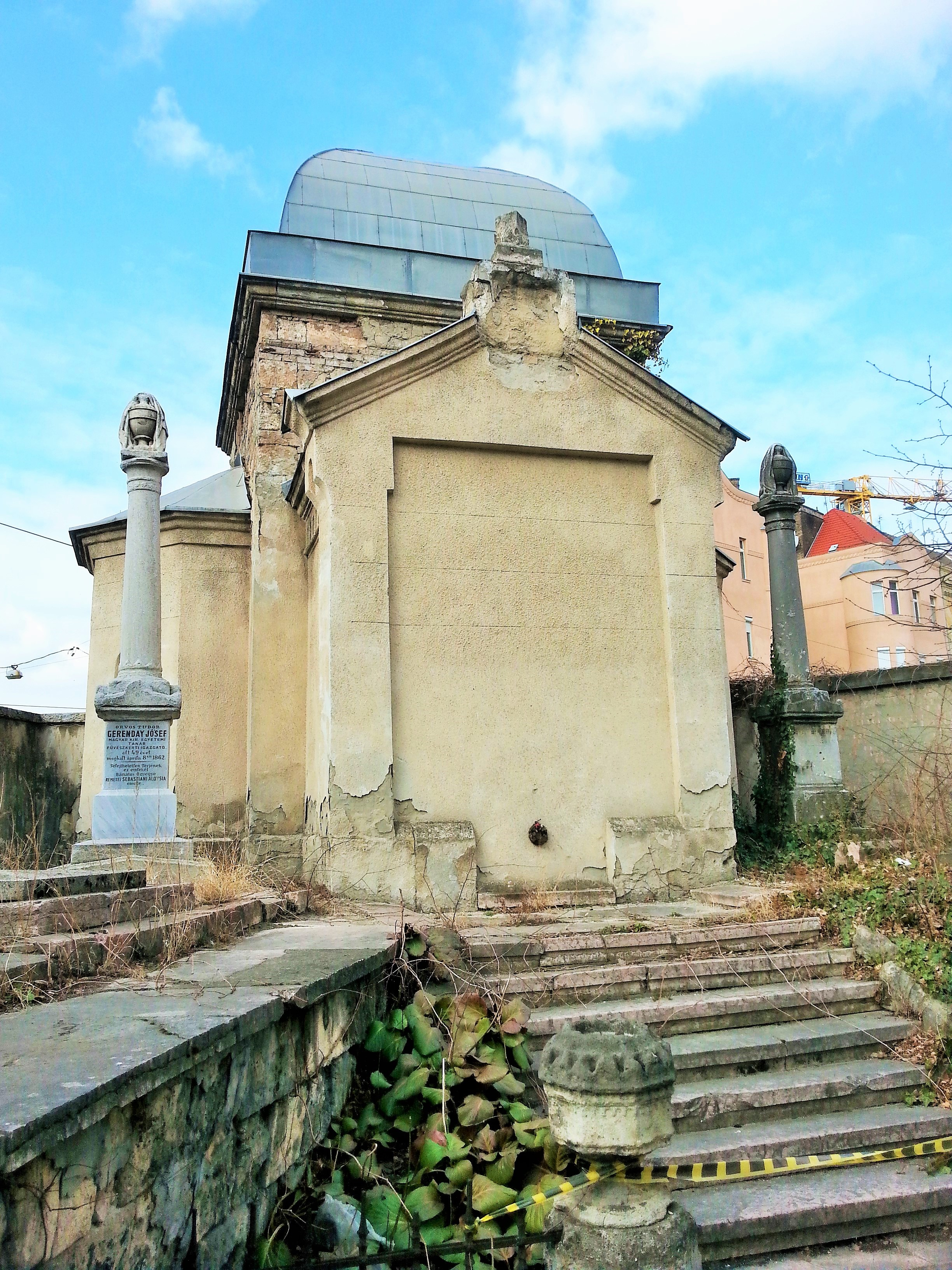
Sebastiani
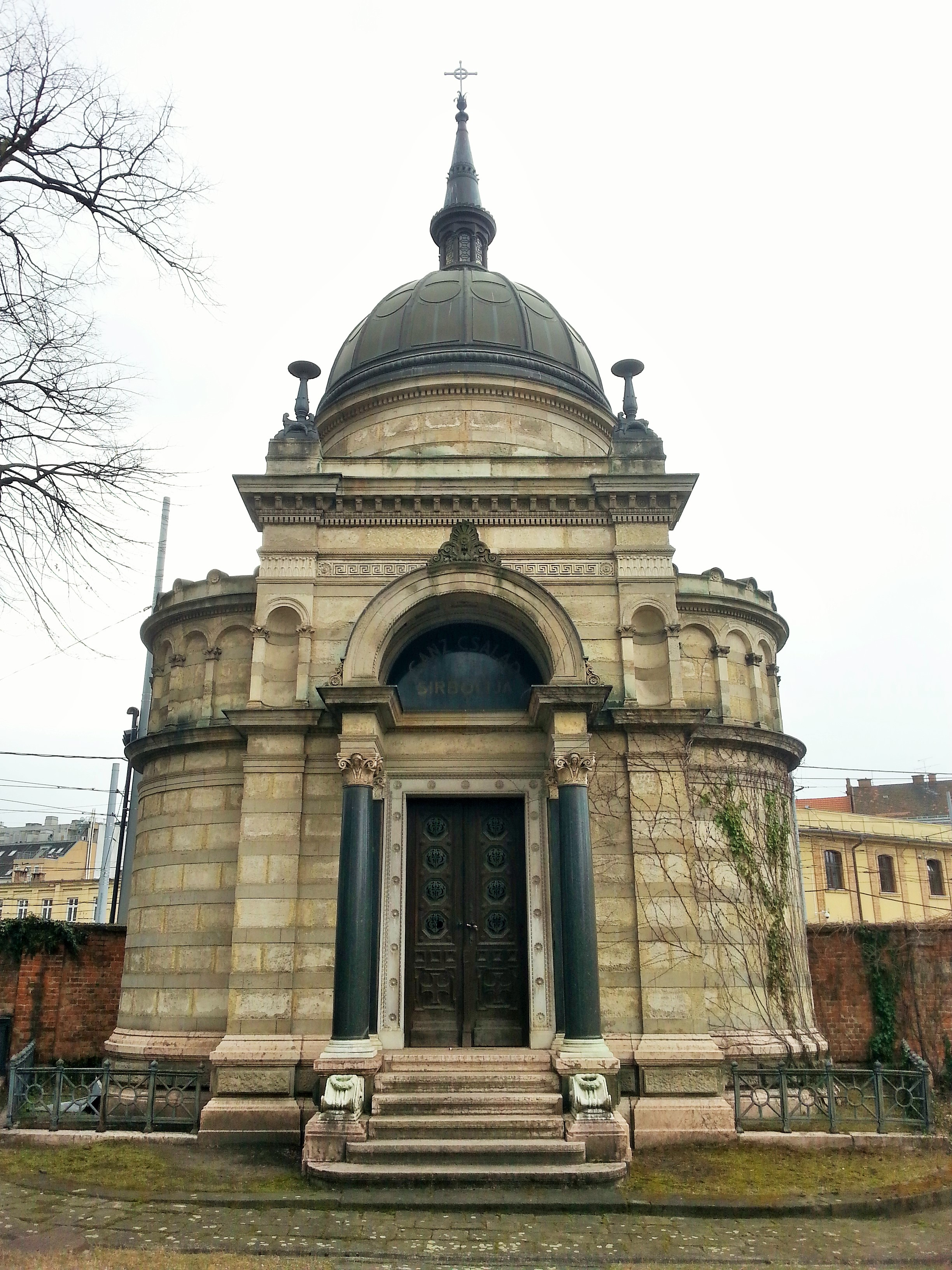
Ganz
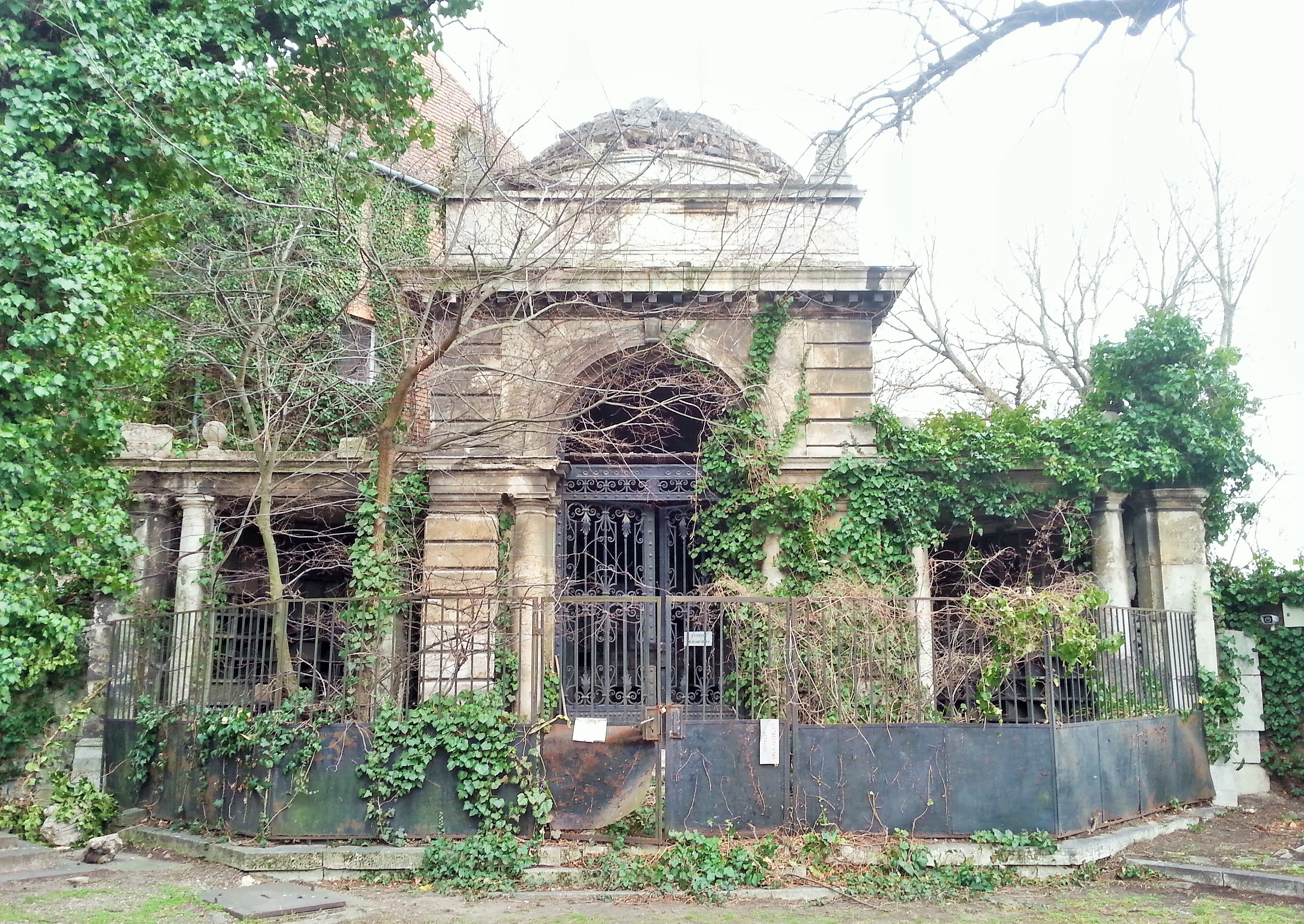
Thalmayer
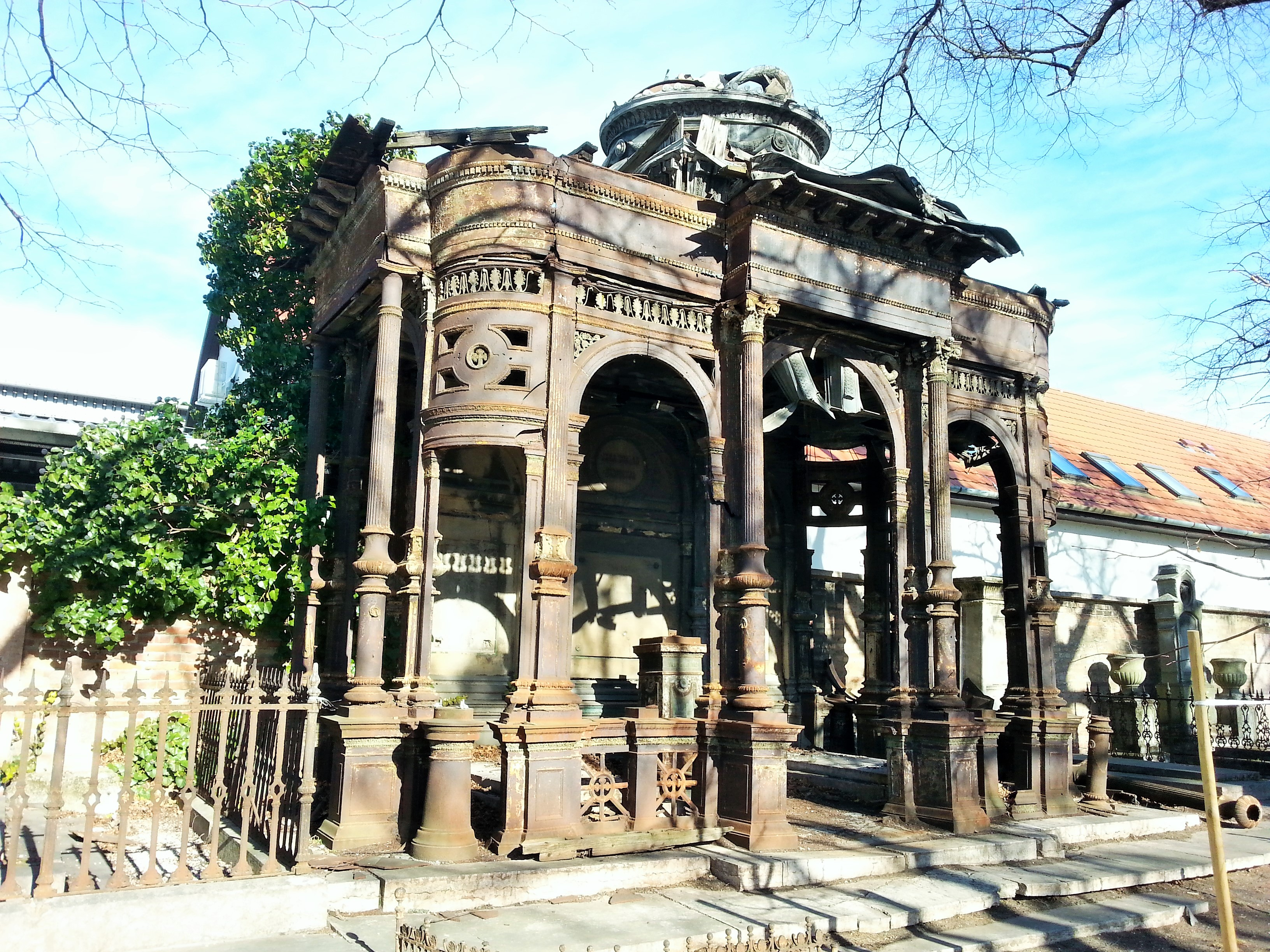
Lyka
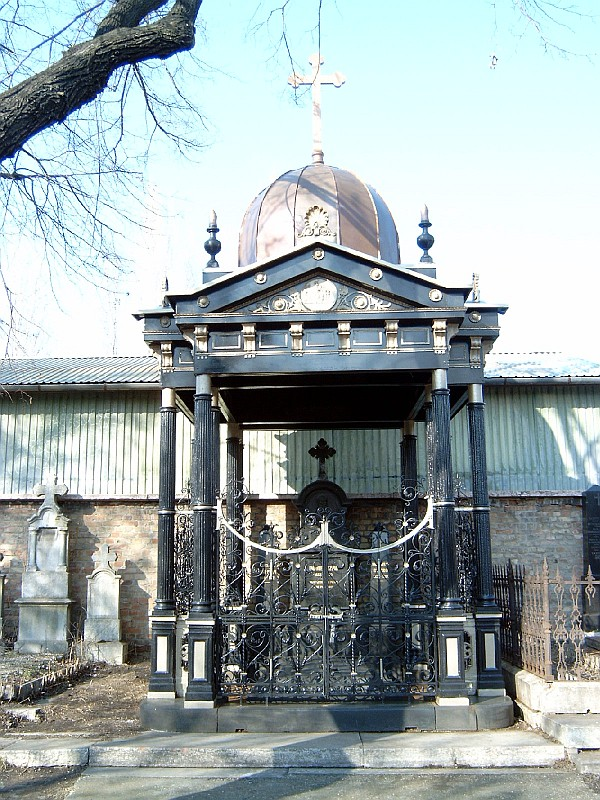
Gozsdu
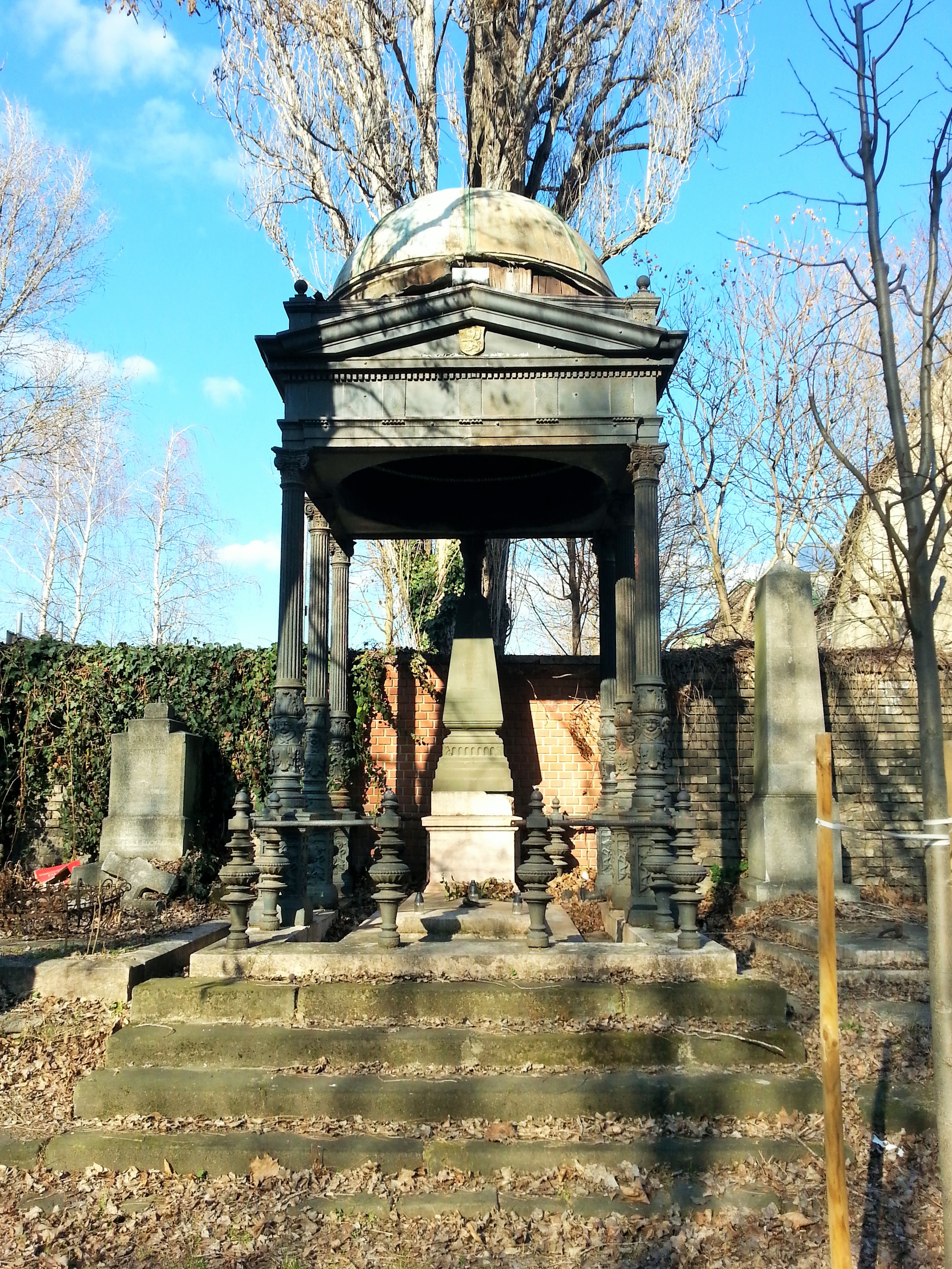
Vécsey
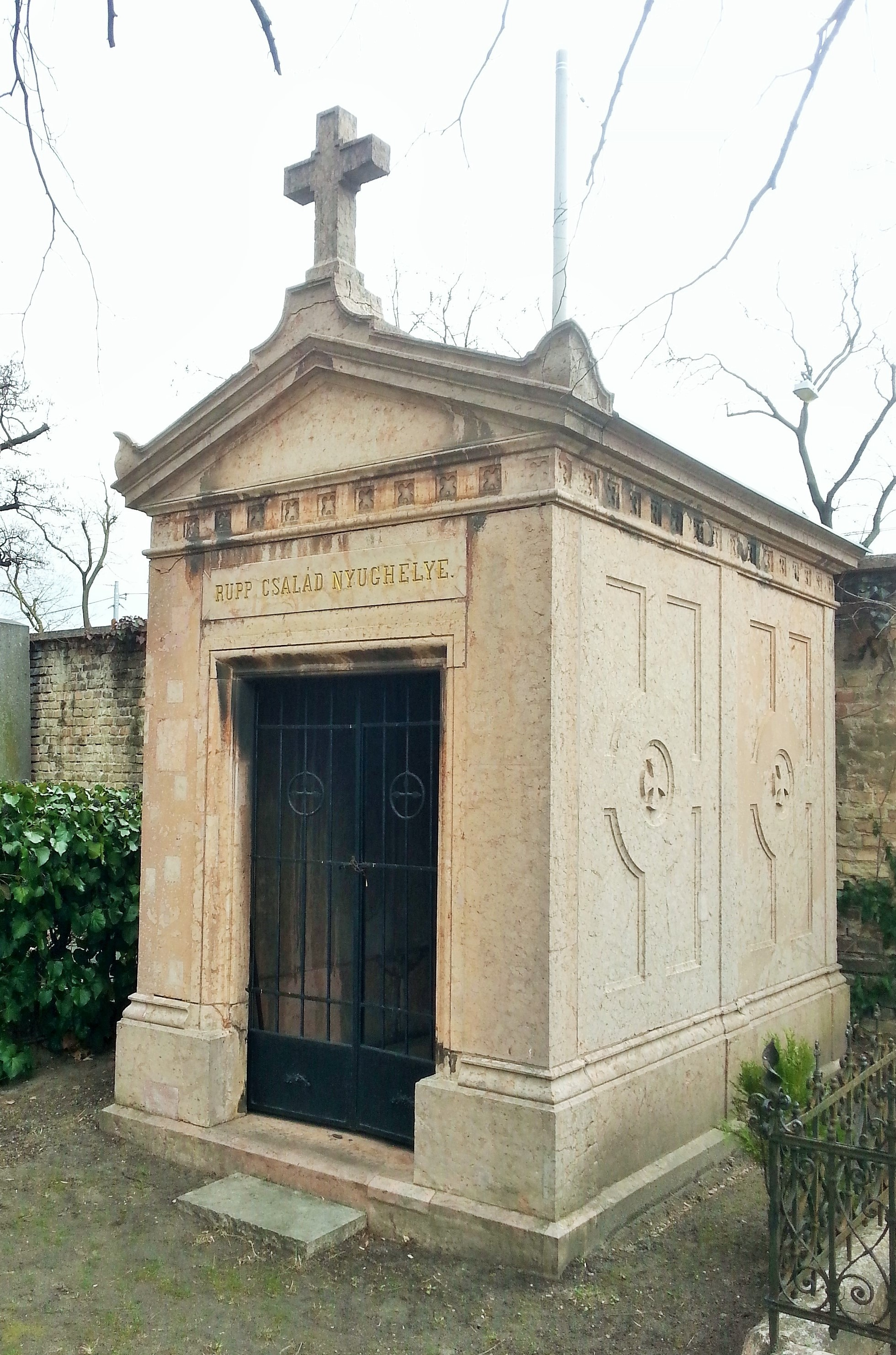
Rupp
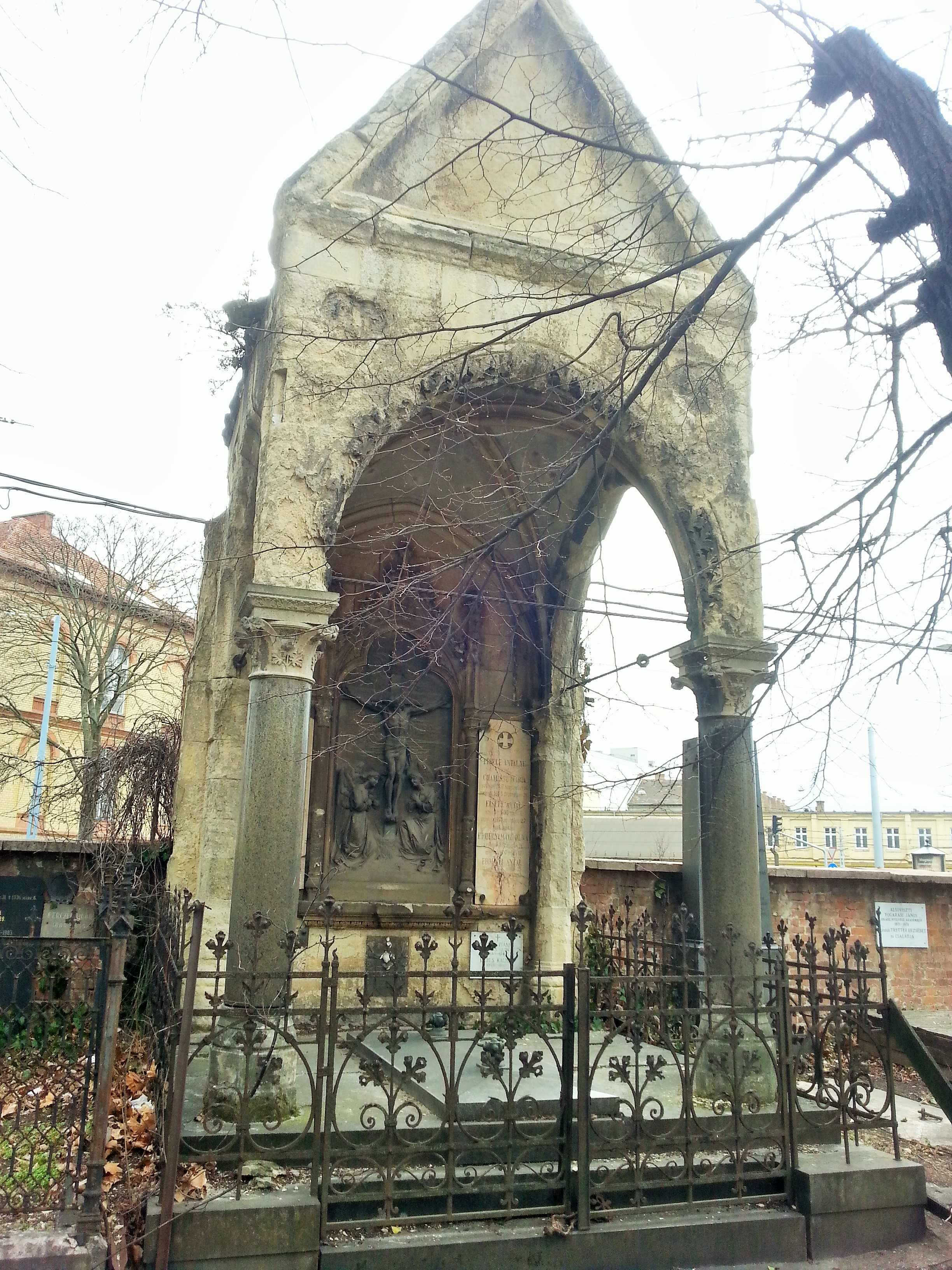
Eisele-Jálics